# 1760
Portal Geschichte | Portal Biografien | Aktuelle Ereignisse | Jahreskalender | Tagesartikel

◄ |
17. Jahrhundert |
18. Jahrhundert
| 19. Jahrhundert | ►

◄ |
1730er |
1740er |
1750er |
1760er
| 1770er | 1780er | 1790er | ►

◄◄ |
◄ |
1756 |
1757 |
1758 |
1759 |
1760
| 1761 | 1762 | 1763 | 1764 | ► | ►►
Staatsoberhäupter  · Nekrolog · Kunstjahr · Literaturjahr · Musikjahr
| Januar | Januar | Januar | Januar | Januar | Januar | Januar | Januar |
| Kw     | Mo     | Di     | Mi     | Do     | Fr     | Sa     | So     |
| ------ | ------ | ------ | ------ | ------ | ------ | ------ | ------ |
| 1      |        | 1      | 2      | 3      | 4      | 5      | 6      |
| 2      | 7      | 8      | 9      | 10     | 11     | 12     | 13     |
| 3      | 14     | 15     | 16     | 17     | 18     | 19     | 20     |
| 4      | 21     | 22     | 23     | 24     | 25     | 26     | 27     |
| 5      | 28     | 29     | 30     | 31     |        |        |        |

| Februar | Februar | Februar | Februar | Februar | Februar | Februar | Februar |
| Kw      | Mo      | Di      | Mi      | Do      | Fr      | Sa      | So      |
| ------- | ------- | ------- | ------- | ------- | ------- | ------- | ------- |
| 5       |         |         |         |         | 1       | 2       | 3       |
| 6       | 4       | 5       | 6       | 7       | 8       | 9       | 10      |
| 7       | 11      | 12      | 13      | 14      | 15      | 16      | 17      |
| 8       | 18      | 19      | 20      | 21      | 22      | 23      | 24      |
| 9       | 25      | 26      | 27      | 28      | 29      |         |         |

| März | März | März | März | März | März | März | März |
| Kw   | Mo   | Di   | Mi   | Do   | Fr   | Sa   | So   |
| ---- | ---- | ---- | ---- | ---- | ---- | ---- | ---- |
| 9    |      |      |      |      |      | 1    | 2    |
| 10   | 3    | 4    | 5    | 6    | 7    | 8    | 9    |
| 11   | 10   | 11   | 12   | 13   | 14   | 15   | 16   |
| 12   | 17   | 18   | 19   | 20   | 21   | 22   | 23   |
| 13   | 24   | 25   | 26   | 27   | 28   | 29   | 30   |
| 14   | 31   |      |      |      |      |      |      |

| April | April | April | April | April | April | April | April |
| Kw    | Mo    | Di    | Mi    | Do    | Fr    | Sa    | So    |
| ----- | ----- | ----- | ----- | ----- | ----- | ----- | ----- |
| 14    |       | 1     | 2     | 3     | 4     | 5     | 6     |
| 15    | 7     | 8     | 9     | 10    | 11    | 12    | 13    |
| 16    | 14    | 15    | 16    | 17    | 18    | 19    | 20    |
| 17    | 21    | 22    | 23    | 24    | 25    | 26    | 27    |
| 18    | 28    | 29    | 30    |       |       |       |       |

| Mai | Mai | Mai | Mai | Mai | Mai | Mai | Mai |
| Kw  | Mo  | Di  | Mi  | Do  | Fr  | Sa  | So  |
| --- | --- | --- | --- | --- | --- | --- | --- |
| 18  |     |     |     | 1   | 2   | 3   | 4   |
| 19  | 5   | 6   | 7   | 8   | 9   | 10  | 11  |
| 20  | 12  | 13  | 14  | 15  | 16  | 17  | 18  |
| 21  | 19  | 20  | 21  | 22  | 23  | 24  | 25  |
| 22  | 26  | 27  | 28  | 29  | 30  | 31  |     |

| Juni | Juni | Juni | Juni | Juni | Juni | Juni | Juni |
| Kw   | Mo   | Di   | Mi   | Do   | Fr   | Sa   | So   |
| ---- | ---- | ---- | ---- | ---- | ---- | ---- | ---- |
| 22   |      |      |      |      |      |      | 1    |
| 23   | 2    | 3    | 4    | 5    | 6    | 7    | 8    |
| 24   | 9    | 10   | 11   | 12   | 13   | 14   | 15   |
| 25   | 16   | 17   | 18   | 19   | 20   | 21   | 22   |
| 26   | 23   | 24   | 25   | 26   | 27   | 28   | 29   |
| 27   | 30   |      |      |      |      |      |      |

| Juli | Juli | Juli | Juli | Juli | Juli | Juli | Juli |
| Kw   | Mo   | Di   | Mi   | Do   | Fr   | Sa   | So   |
| ---- | ---- | ---- | ---- | ---- | ---- | ---- | ---- |
| 27   |      | 1    | 2    | 3    | 4    | 5    | 6    |
| 28   | 7    | 8    | 9    | 10   | 11   | 12   | 13   |
| 29   | 14   | 15   | 16   | 17   | 18   | 19   | 20   |
| 30   | 21   | 22   | 23   | 24   | 25   | 26   | 27   |
| 31   | 28   | 29   | 30   | 31   |      |      |      |

| August | August | August | August | August | August | August | August |
| Kw     | Mo     | Di     | Mi     | Do     | Fr     | Sa     | So     |
| ------ | ------ | ------ | ------ | ------ | ------ | ------ | ------ |
| 31     |        |        |        |        | 1      | 2      | 3      |
| 32     | 4      | 5      | 6      | 7      | 8      | 9      | 10     |
| 33     | 11     | 12     | 13     | 14     | 15     | 16     | 17     |
| 34     | 18     | 19     | 20     | 21     | 22     | 23     | 24     |
| 35     | 25     | 26     | 27     | 28     | 29     | 30     | 31     |

| September | September | September | September | September | September | September | September |
| Kw        | Mo        | Di        | Mi        | Do        | Fr        | Sa        | So        |
| --------- | --------- | --------- | --------- | --------- | --------- | --------- | --------- |
| 36        | 1         | 2         | 3         | 4         | 5         | 6         | 7         |
| 37        | 8         | 9         | 10        | 11        | 12        | 13        | 14        |
| 38        | 15        | 16        | 17        | 18        | 19        | 20        | 21        |
| 39        | 22        | 23        | 24        | 25        | 26        | 27        | 28        |
| 40        | 29        | 30        |           |           |           |           |           |

| Oktober | Oktober | Oktober | Oktober | Oktober | Oktober | Oktober | Oktober |
| Kw      | Mo      | Di      | Mi      | Do      | Fr      | Sa      | So      |
| ------- | ------- | ------- | ------- | ------- | ------- | ------- | ------- |
| 40      |         |         | 1       | 2       | 3       | 4       | 5       |
| 41      | 6       | 7       | 8       | 9       | 10      | 11      | 12      |
| 42      | 13      | 14      | 15      | 16      | 17      | 18      | 19      |
| 43      | 20      | 21      | 22      | 23      | 24      | 25      | 26      |
| 44      | 27      | 28      | 29      | 30      | 31      |         |         |

| November | November | November | November | November | November | November | November |
| Kw       | Mo       | Di       | Mi       | Do       | Fr       | Sa       | So       |
| -------- | -------- | -------- | -------- | -------- | -------- | -------- | -------- |
| 44       |          |          |          |          |          | 1        | 2        |
| 45       | 3        | 4        | 5        | 6        | 7        | 8        | 9        |
| 46       | 10       | 11       | 12       | 13       | 14       | 15       | 16       |
| 47       | 17       | 18       | 19       | 20       | 21       | 22       | 23       |
| 48       | 24       | 25       | 26       | 27       | 28       | 29       | 30       |

| Dezember | Dezember | Dezember | Dezember | Dezember | Dezember | Dezember | Dezember |
| Kw       | Mo       | Di       | Mi       | Do       | Fr       | Sa       | So       |
| -------- | -------- | -------- | -------- | -------- | -------- | -------- | -------- |
| 49       | 1        | 2        | 3        | 4        | 5        | 6        | 7        |
| 50       | 8        | 9        | 10       | 11       | 12       | 13       | 14       |
| 51       | 15       | 16       | 17       | 18       | 19       | 20       | 21       |
| 52       | 22       | 23       | 24       | 25       | 26       | 27       | 28       |
| 1        | 29       | 30       | 31       |          |          |          |          |

| Januar | Januar | Januar | Januar | Januar | Januar | Januar | Januar |
| Kw     | Mo     | Di     | Mi     | Do     | Fr     | Sa     | So     |
| ------ | ------ | ------ | ------ | ------ | ------ | ------ | ------ |
| 1      |        | 1      | 2      | 3      | 4      | 5      | 6      |
| 2      | 7      | 8      | 9      | 10     | 11     | 12     | 13     |
| 3      | 14     | 15     | 16     | 17     | 18     | 19     | 20     |
| 4      | 21     | 22     | 23     | 24     | 25     | 26     | 27     |
| 5      | 28     | 29     | 30     | 31     |        |        |        |

| Februar | Februar | Februar | Februar | Februar | Februar | Februar | Februar |
| Kw      | Mo      | Di      | Mi      | Do      | Fr      | Sa      | So      |
| ------- | ------- | ------- | ------- | ------- | ------- | ------- | ------- |
| 5       |         |         |         |         | 1       | 2       | 3       |
| 6       | 4       | 5       | 6       | 7       | 8       | 9       | 10      |
| 7       | 11      | 12      | 13      | 14      | 15      | 16      | 17      |
| 8       | 18      | 19      | 20      | 21      | 22      | 23      | 24      |
| 9       | 25      | 26      | 27      | 28      | 29      |         |         |

| März | März | März | März | März | März | März | März |
| Kw   | Mo   | Di   | Mi   | Do   | Fr   | Sa   | So   |
| ---- | ---- | ---- | ---- | ---- | ---- | ---- | ---- |
| 9    |      |      |      |      |      | 1    | 2    |
| 10   | 3    | 4    | 5    | 6    | 7    | 8    | 9    |
| 11   | 10   | 11   | 12   | 13   | 14   | 15   | 16   |
| 12   | 17   | 18   | 19   | 20   | 21   | 22   | 23   |
| 13   | 24   | 25   | 26   | 27   | 28   | 29   | 30   |
| 14   | 31   |      |      |      |      |      |      |

| April | April | April | April | April | April | April | April |
| Kw    | Mo    | Di    | Mi    | Do    | Fr    | Sa    | So    |
| ----- | ----- | ----- | ----- | ----- | ----- | ----- | ----- |
| 14    |       | 1     | 2     | 3     | 4     | 5     | 6     |
| 15    | 7     | 8     | 9     | 10    | 11    | 12    | 13    |
| 16    | 14    | 15    | 16    | 17    | 18    | 19    | 20    |
| 17    | 21    | 22    | 23    | 24    | 25    | 26    | 27    |
| 18    | 28    | 29    | 30    |       |       |       |       |

| Mai | Mai | Mai | Mai | Mai | Mai | Mai | Mai |
| Kw  | Mo  | Di  | Mi  | Do  | Fr  | Sa  | So  |
| --- | --- | --- | --- | --- | --- | --- | --- |
| 18  |     |     |     | 1   | 2   | 3   | 4   |
| 19  | 5   | 6   | 7   | 8   | 9   | 10  | 11  |
| 20  | 12  | 13  | 14  | 15  | 16  | 17  | 18  |
| 21  | 19  | 20  | 21  | 22  | 23  | 24  | 25  |
| 22  | 26  | 27  | 28  | 29  | 30  | 31  |     |

| Juni | Juni | Juni | Juni | Juni | Juni | Juni | Juni |
| Kw   | Mo   | Di   | Mi   | Do   | Fr   | Sa   | So   |
| ---- | ---- | ---- | ---- | ---- | ---- | ---- | ---- |
| 22   |      |      |      |      |      |      | 1    |
| 23   | 2    | 3    | 4    | 5    | 6    | 7    | 8    |
| 24   | 9    | 10   | 11   | 12   | 13   | 14   | 15   |
| 25   | 16   | 17   | 18   | 19   | 20   | 21   | 22   |
| 26   | 23   | 24   | 25   | 26   | 27   | 28   | 29   |
| 27   | 30   |      |      |      |      |      |      |

| Juli | Juli | Juli | Juli | Juli | Juli | Juli | Juli |
| Kw   | Mo   | Di   | Mi   | Do   | Fr   | Sa   | So   |
| ---- | ---- | ---- | ---- | ---- | ---- | ---- | ---- |
| 27   |      | 1    | 2    | 3    | 4    | 5    | 6    |
| 28   | 7    | 8    | 9    | 10   | 11   | 12   | 13   |
| 29   | 14   | 15   | 16   | 17   | 18   | 19   | 20   |
| 30   | 21   | 22   | 23   | 24   | 25   | 26   | 27   |
| 31   | 28   | 29   | 30   | 31   |      |      |      |

| August | August | August | August | August | August | August | August |
| Kw     | Mo     | Di     | Mi     | Do     | Fr     | Sa     | So     |
| ------ | ------ | ------ | ------ | ------ | ------ | ------ | ------ |
| 31     |        |        |        |        | 1      | 2      | 3      |
| 32     | 4      | 5      | 6      | 7      | 8      | 9      | 10     |
| 33     | 11     | 12     | 13     | 14     | 15     | 16     | 17     |
| 34     | 18     | 19     | 20     | 21     | 22     | 23     | 24     |
| 35     | 25     | 26     | 27     | 28     | 29     | 30     | 31     |

| September | September | September | September | September | September | September | September |
| Kw        | Mo        | Di        | Mi        | Do        | Fr        | Sa        | So        |
| --------- | --------- | --------- | --------- | --------- | --------- | --------- | --------- |
| 36        | 1         | 2         | 3         | 4         | 5         | 6         | 7         |
| 37        | 8         | 9         | 10        | 11        | 12        | 13        | 14        |
| 38        | 15        | 16        | 17        | 18        | 19        | 20        | 21        |
| 39        | 22        | 23        | 24        | 25        | 26        | 27        | 28        |
| 40        | 29        | 30        |           |           |           |           |           |

| Oktober | Oktober | Oktober | Oktober | Oktober | Oktober | Oktober | Oktober |
| Kw      | Mo      | Di      | Mi      | Do      | Fr      | Sa      | So      |
| ------- | ------- | ------- | ------- | ------- | ------- | ------- | ------- |
| 40      |         |         | 1       | 2       | 3       | 4       | 5       |
| 41      | 6       | 7       | 8       | 9       | 10      | 11      | 12      |
| 42      | 13      | 14      | 15      | 16      | 17      | 18      | 19      |
| 43      | 20      | 21      | 22      | 23      | 24      | 25      | 26      |
| 44      | 27      | 28      | 29      | 30      | 31      |         |         |

| November | November | November | November | November | November | November | November |
| Kw       | Mo       | Di       | Mi       | Do       | Fr       | Sa       | So       |
| -------- | -------- | -------- | -------- | -------- | -------- | -------- | -------- |
| 44       |          |          |          |          |          | 1        | 2        |
| 45       | 3        | 4        | 5        | 6        | 7        | 8        | 9        |
| 46       | 10       | 11       | 12       | 13       | 14       | 15       | 16       |
| 47       | 17       | 18       | 19       | 20       | 21       | 22       | 23       |
| 48       | 24       | 25       | 26       | 27       | 28       | 29       | 30       |

| Dezember | Dezember | Dezember | Dezember | Dezember | Dezember | Dezember | Dezember |
| Kw       | Mo       | Di       | Mi       | Do       | Fr       | Sa       | So       |
| -------- | -------- | -------- | -------- | -------- | -------- | -------- | -------- |
| 49       | 1        | 2        | 3        | 4        | 5        | 6        | 7        |
| 50       | 8        | 9        | 10       | 11       | 12       | 13       | 14       |
| 51       | 15       | 16       | 17       | 18       | 19       | 20       | 21       |
| 52       | 22       | 23       | 24       | 25       | 26       | 27       | 28       |
| 1        | 29       | 30       | 31       |          |          |          |          |

Im Jahr 1760 endet der Krieg in Nordamerika zwischen den beiden Kolonialmächten Frankreich und Großbritannien mit einem Sieg der Briten. Mit der Kapitulation Montréals und der Festung Detroit endet de facto die französische Kolonialzeit in Nordamerika, die bisherige Kolonie Neufrankreich wird von Großbritannien übernommen. Die Kolonie Louisiana befindet sich zwar formell noch in französischem Besitz, ist von Frankreich militärisch aber nicht mehr haltbar.

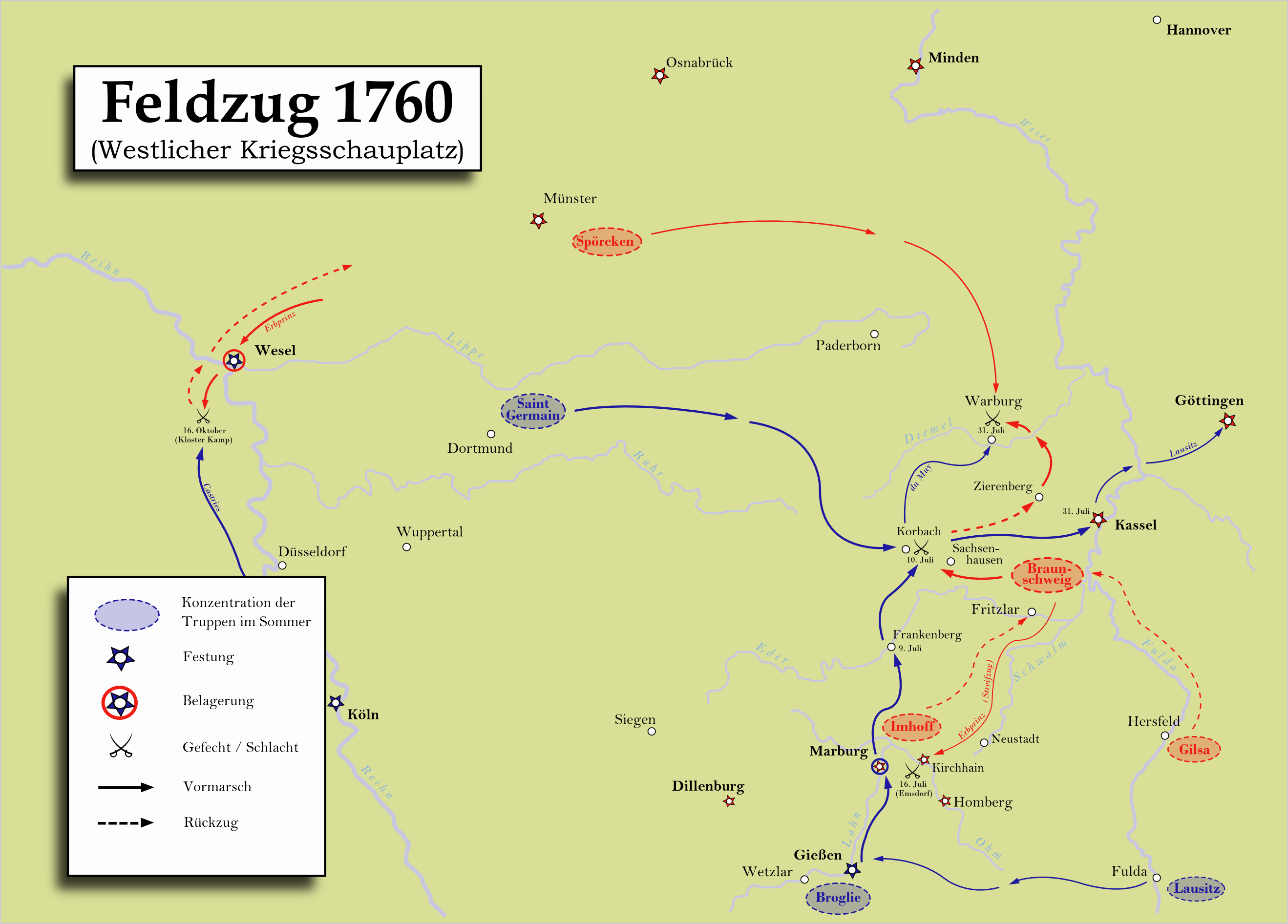
Verlauf des Krieges 1760

Der Krieg in Europa geht hingegen unvermindert weiter. Obwohl Friedrich der Große in einzelnen Schlachten zwar kleinere Erfolge erzielen kann, wird Preußen jedoch mehr und mehr in die Defensive gedrängt und von den gegnerischen Mächten Österreich und Russland zunehmend eingeschnürt, unter anderem befinden sich Ostpreußen, Sachsen und Schlesien in der Hand des Gegners. Kurzzeitig wird sogar Berlin besetzt und geplündert.
In Großbritannien folgt Georg III. seinem Großvater Georg II. auf den Thron und wird gleichzeitig Kurfürst von Braunschweig-Lüneburg. Er ist der erste Monarch aus dem Herrscherhaus Hannover, der in Großbritannien geboren und dessen Muttersprache Englisch ist.

## Ereignisse

### Politik und Weltgeschehen
| Chronologie                                                                                            | Chronologie                                    |
| --- | ---------------------------------------------- |
| 1. Februar                                                                                             | Friedrich II. wird Landgraf von Hessen-Kassel. |
| 20. Februar                                                                                            | Gefecht bei Koßdorf                            |
| 28. April                                                                                              | Schlacht bei Sainte-Foy                        |
| 23. Juni                                                                                               | Schlacht bei Landeshut                         |
| 25. Juni                                                                                               | Tokugawa Ieharu wird Shōgun in Japan.          |
| 8. Juli                                                                                                | Gefecht auf dem Restigouche-Fluss              |
| 16. Juli                                                                                               | Gefecht bei Emsdorf                            |
| 31. Juli                                                                                               | Schlacht bei Warburg                           |
| 15. August                                                                                             | Schlacht bei Liegnitz                          |
| 20. August                                                                                             | Gefecht bei Oschatz                            |
| 10.–14. Oktober                                                                                        | Belagerung von Wittenberg                      |
| 15. Oktober                                                                                            | Schlacht bei Kloster Kampen                    |
| 25. Oktober                                                                                            | Georg III. wird König von Großbritannien.      |
| 3. November                                                                                            | Schlacht bei Torgau                            |
| Andauernde Ereignisse                                                                                  |                                                |
| Dritter Karnatischer Krieg in Indien (seit 1756)                                                       |                                                |
| Siebenjähriger Krieg in Europa (seit 1756) als Teil der Schlesischen Kriege (seit 1740)                |                                                |
| Siebenjähriger Krieg in Nordamerika (seit 1754) als Teil der Franzosen- und Indianerkriege (seit 1689) |                                                |
| Aufgeklärter Absolutismus in Preußen und Österreich (seit 1740)                                        |                                                |
| Höfischer Absolutismus in Frankreich (seit 1648)                                                       |                                                |
| Qing-Dynastie in China (seit 1644)                                                                     |                                                |
| Edo-Zeit in Japan (seit 1603)                                                                          |                                                |

#### Großbritannien, Irland, Kurfürstentum Braunschweig-Lüneburg

Wappen des britischen Königs

Der britische König Georg II., gleichzeitig in Personalunion Kurfürst von Braunschweig-Lüneburg („Kurhannover“), stirbt nach 33 Jahren Regierung am 25. Oktober an einer Aortendissektion und wird als letzter britischer Monarch in der Westminster Abbey beigesetzt. Da sein Sohn Friedrich Ludwig von Hannover bereits verstorben ist, folgt ihm sein Enkel Georg III. auf den Thron. Dieser ist der dritte britische Monarch aus dem Haus Hannover, doch der erste, der in Großbritannien geboren wurde und dessen Muttersprache Englisch ist. Sofort wird in den verschiedenen europäischen Herrscherhäusern nach einer geeigneten Gemahlin gesucht, die mit der 17-jährigen Sophie Charlotte von Mecklenburg-Strelitz Anfang des folgenden Jahres gefunden wird.
Georgs Amtsantritt wird zunächst von Politikern aller Parteien begrüßt, er bevorzugt jedoch Minister aus den Reihen der Tories. Da die Ländereien der Krone beim Amtsantritt des neuen Königs wenig Einkommen lukrieren, tritt er das Crown Estate an die HM Treasury ab und erhält als Gegenleistung eine jährliche Zahlung, die Zivilliste.

#### Siebenjähriger Krieg in Europa

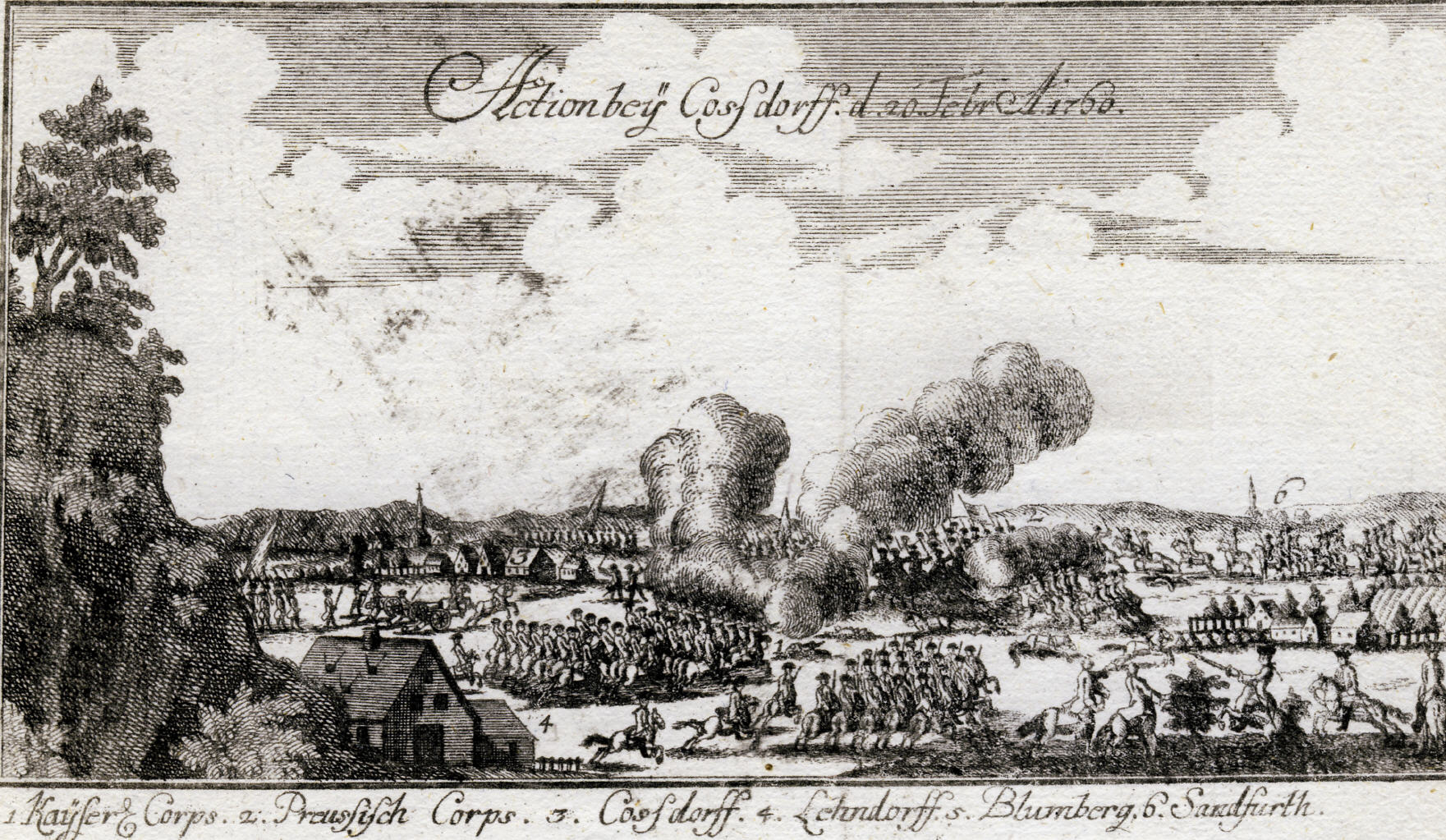
Gefecht bei Koßdorf

- 20. Februar: Bei Koßdorf kommt es im Siebenjährigen Krieg zu einem Gefecht zwischen preußischen und österreichischen Truppen, bei dem die Preußen zwar die Oberhand behalten, ihr General Ernst Heinrich von Czettritz jedoch in Gefangenschaft gerät.
- 28. Februar: In einem Gefecht bei der Isle of Man besiegt ein Verband der britischen Royal Navy einen aus drei Fregatten bestehenden französischen Verband, der zuvor Truppen in Irland gelandet hat. Der französische Kommodore François Thurot, ein bekannter Freibeuterkapitän, fällt, die französischen Schiffe ergeben sich den Briten.

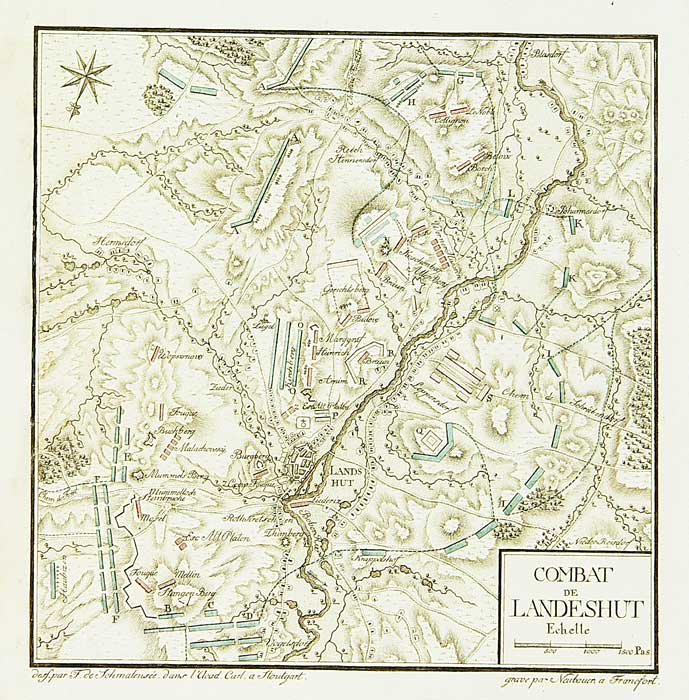
Schlacht bei Landeshut

- 23. Juni: Die Schlacht bei Landeshut endet mit einer schweren Niederlage preußischer Truppen gegen die österreichische Armee unter Gideon Ernst von Laudon. Der preußische Heerführer Heinrich August de la Motte Fouqué ist prominentester Gefangener.
- 14. bis 30. Juli: Die Preußen beschießen Dresden, das seit der Übergabe im Herbst des Vorjahres von 13.000 Österreichern besetzt gehalten wird. Die Dresdner Innenstadt wird bei der erfolglosen Belagerung schwer beschädigt.
- 16. Juli: Im Gefecht bei Emsdorf gelingt den alliierten Truppen unter dem Befehl von Karl Wilhelm Ferdinand von Braunschweig-Wolfenbüttel ein Sieg über ein französisches Korps.

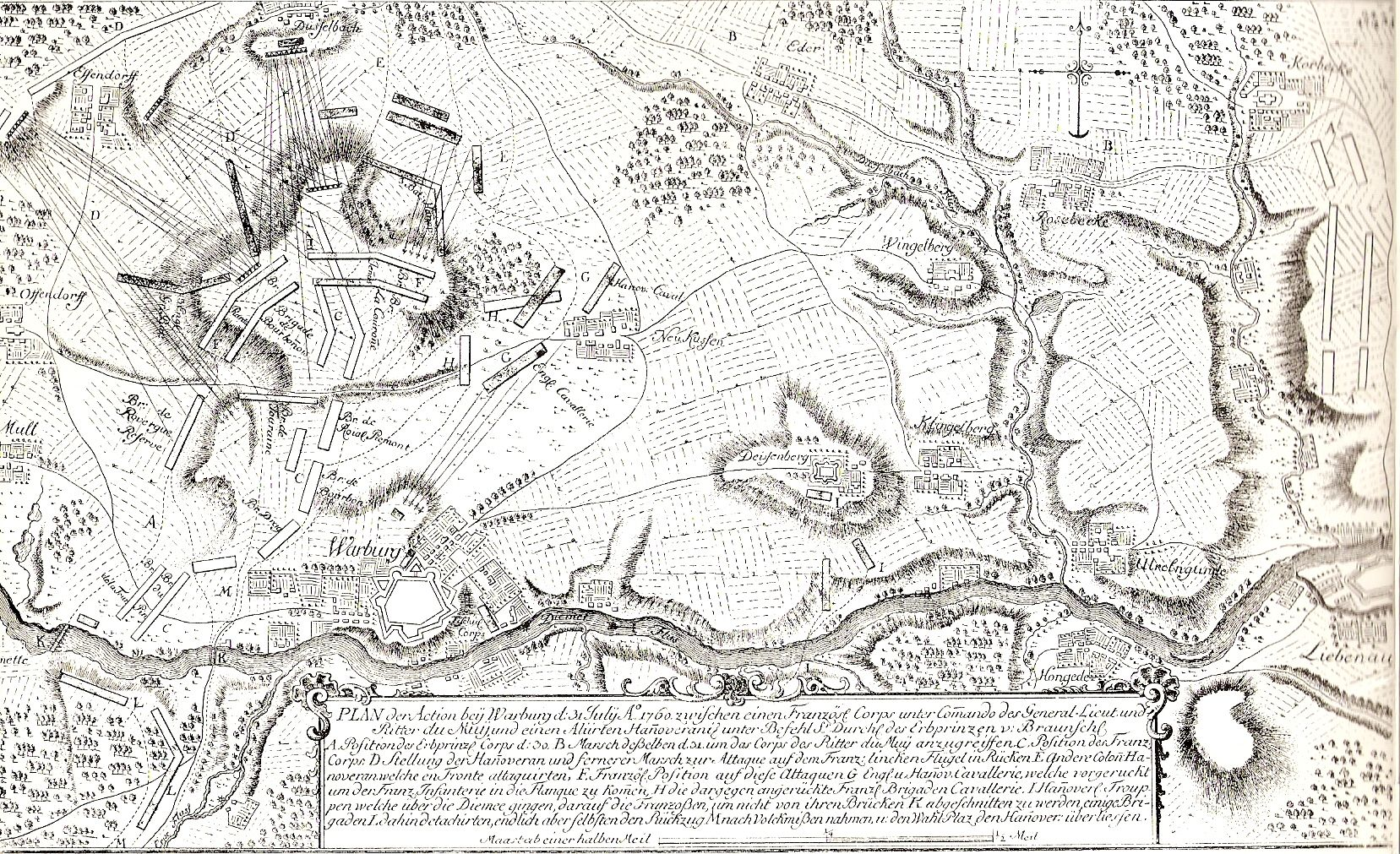
Schlacht bei Warburg

- 31. Juli: In der Schlacht bei Warburg siegen britische Truppen mit ihren deutschen Alliierten gegen Frankreich und geben die Stadt anschließend zur Plünderung frei.

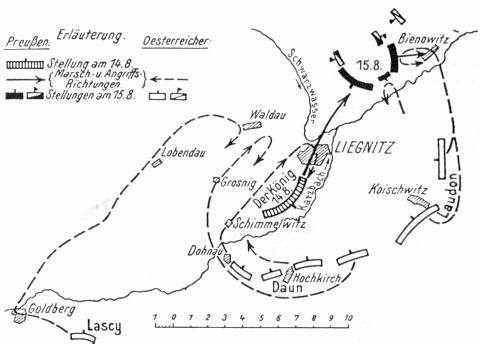
Schlacht bei Liegnitz

- 15. August: Friedrich II. von Preußen erringt mit letzter Kraft dank seines legendären Reitergenerals Hans Joachim von Zieten einen Sieg bei Liegnitz.
- 20. August: Das Reichsheer kann einen preußischen Rückzug nach Torgau im Gefecht bei Oschatz nicht aufhalten.
- 9. Oktober: Unter Gottlob Heinrich von Tottleben und Sachar Grigorjewitsch Tschernyschow (Generalfeldmarschall) rücken russische Einheiten in Berlin ein. Tottleben bezieht sein Quartier im Haus des Kaufmanns Johann Ernst Gotzkowsky. Österreichische Einheiten unter Franz Moritz von Lacy besetzen die Vorstädte und das Umland. Der preußischen Hauptstadt wird eine Kontribution von 500.000 Talern abverlangt. Wegen Plünderungen durch Österreicher und Sachsen kommt es zum Streit mit der russischen Führung und sogar zu einzelnen Scharmützeln zwischen den Verbündeten. Auf das Gerücht, dass sich die preußische Hauptarmee nähere, ziehen sich die Eroberer bis zum 13. Oktober wieder zurück.

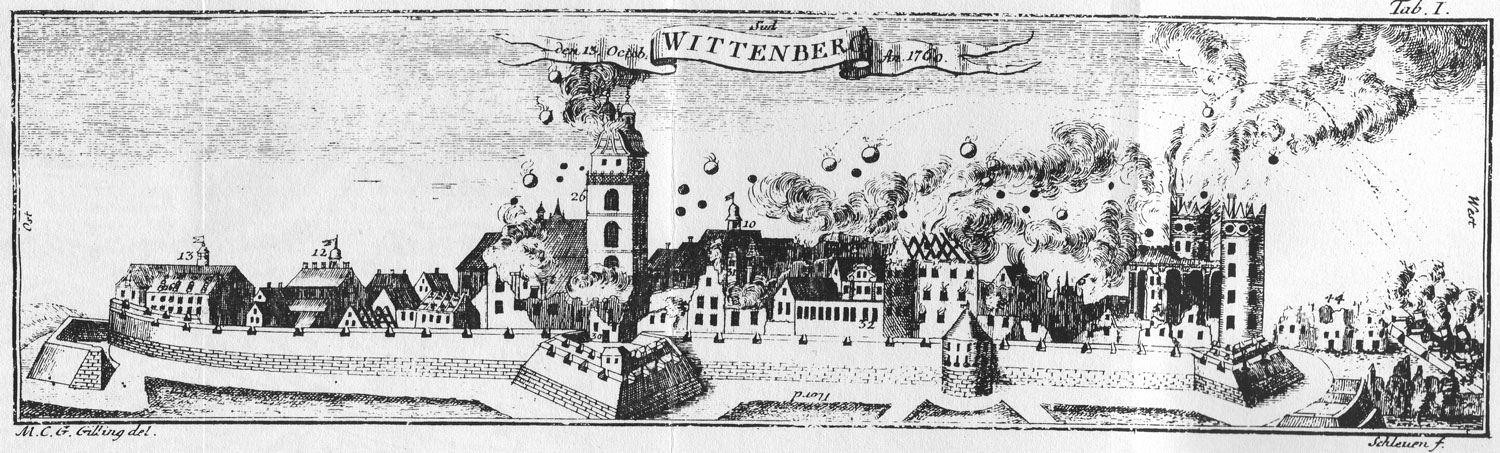
Bombardierung Wittenbergs, Kupferstich aus Georgis Wittenbergischer Klage-Geschichte

- 10. Oktober: Die Belagerung von Wittenberg durch die Reichsarmee beginnt. Die Stadt, das Schloss und die Schlosskirche erleiden bei der Bombardierung am 13. Oktober schwere Schäden. Die „Thesentür“, ursprünglich aus Holz, geht verloren. Am 14. Oktober muss Stadtkommandant Konstantin Nathanael von Salenmon die Stadt übergeben.
- 15. Oktober: Französische Truppen bezwingen in der Schlacht bei Kloster Kampen nahe Wesel alliierte Einheiten unter dem Befehl des Herzogs Ferdinand von Braunschweig-Wolfenbüttel.

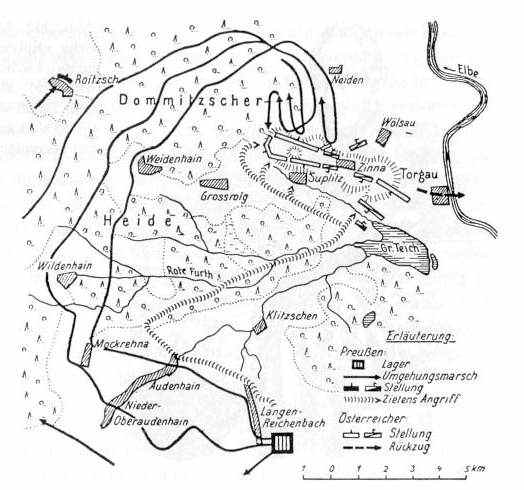
Schlacht bei Torgau

- 3. November: In der Schlacht bei Torgau, der letzten großen Schlacht im Siebenjährigen Krieg besiegt die preußische Armee unter Friedrich dem Großen die Österreicher unter Feldmarschall Leopold Joseph von Daun, muss aber schwere Verluste in Kauf nehmen.
- Im Auftrag von Kurfürst Georg III. beginnt der Bau der Befestigungsanlagen auf dem Klüt bei Hameln.

#### Der Krieg in den Kolonien

##### Nordamerika
- 28. April: Die Franzosen unter General François-Gaston de Lévis besiegen die britische Garnison von Québec unter General James Murray in der Schlacht bei Sainte-Foy und belagern daraufhin erfolglos Québec.
- 8. Juli: Britische Kriegsschiffe vernichten im Gefecht auf dem Restigouche-Fluss (Kanada) ein französisches Geschwader mit Hilfslieferungen für Montreal.
- 8. September: Die Garnison von Montreal kapituliert vor den Briten unter General Jeffrey Amherst. Damit endet de facto die französische Herrschaft in Kanada.
- 29. September: Der britische Major Robert Rogers nimmt die kampflose Kapitulation des französischen Forts Detroit entgegen.

##### Indien

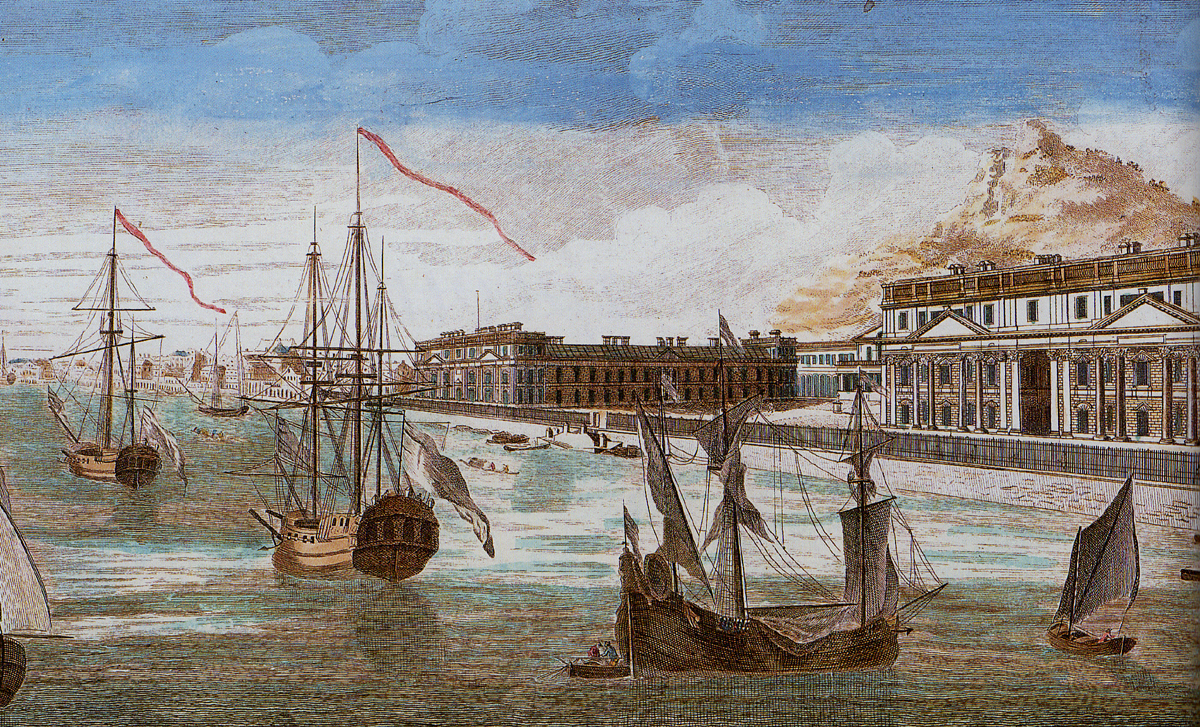
Ansicht von Pondichéry vor der Eroberung durch die Briten

- 22. Januar: Die zahlenmäßig weit überlegenen Briten unter Sir Eyre Coote besiegen die französischen Truppen unter Thomas Arthur de Lally-Tollendal im Dritten Karnatischen Krieg in der Schlacht von Vandarachi und marschieren auf die französische Stadt Pondicherry zu, die sie im März erreichen und bis zum Ende des Jahres belagern.

#### Weitere Ereignisse in Europa
- 1. Februar: Nach dem Tod von Wilhelm III. wird sein katholischer Sohn Friedrich II. Landgraf von Hessen-Kassel. Er unternimmt einige vergebliche Versuche, die Grafschaft Hanau-Münzenberg wieder mit Hessen-Kassel zu vereinigen, was aber am Widerstand Großbritanniens und der protestantischen Landstände scheitert.
- Der dänische König Friedrich V. stellt den Schweizer Élie-Salomon-François Reverdil als Hauslehrer für seinen Sohn Christian ein. Reverdil beginnt den Kronprinzen für die Ideen der Aufklärung zu interessieren.

#### Karibik und Südamerika

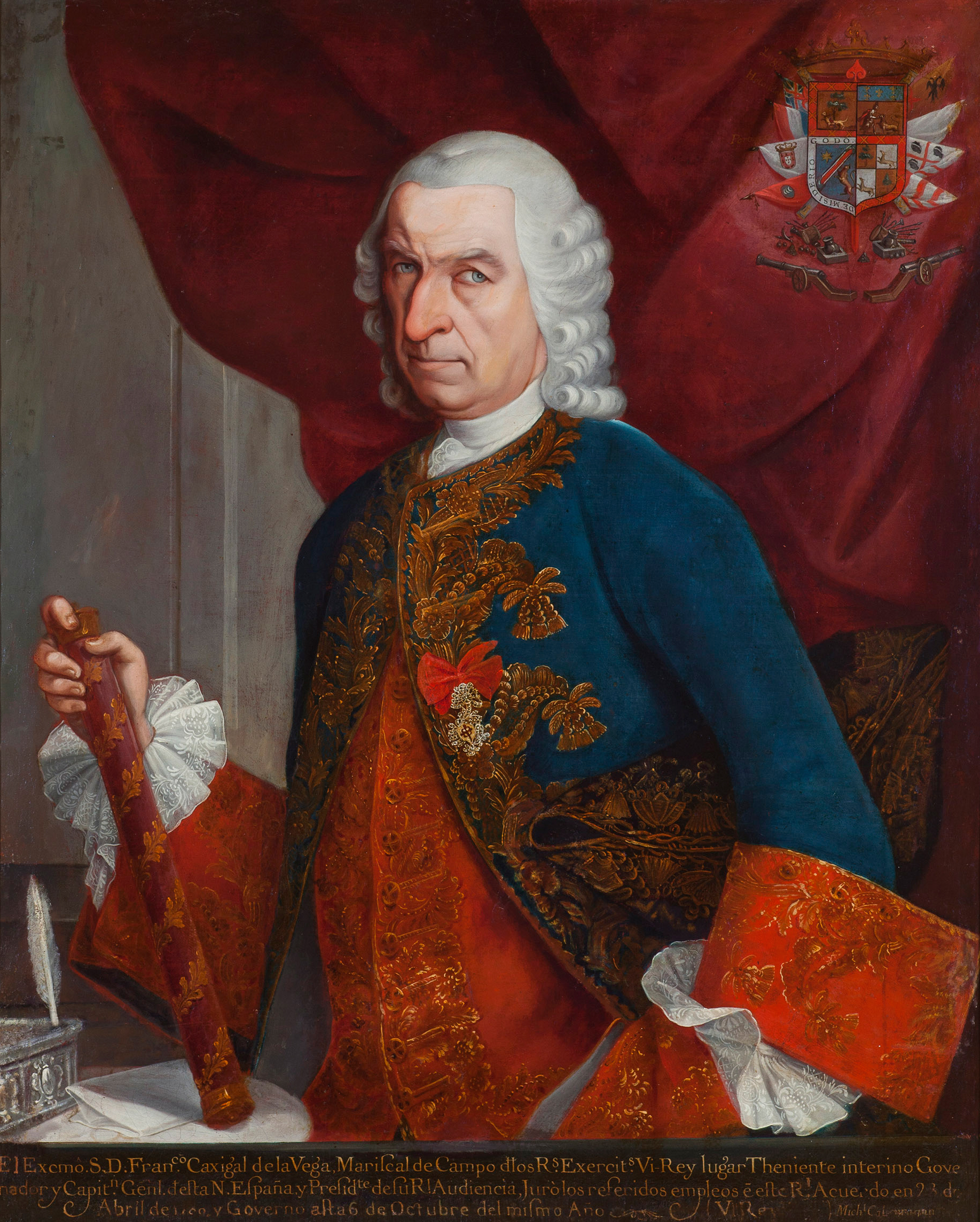
Francisco Cajigal de la Vega

- 5. Februar: Agustín Ahumada y Villalón, Vizekönig von Neuspanien, stirbt nach einem Schlaganfall. Bis sein Nachfolger Francisco Cajigal de la Vega aus Kuba eintrifft, übernimmt übergangsweise die Real Audiencia von Mexico die Regierungsgeschäfte. Cajigal verlässt Havanna am 28. März und erreicht Mexiko-Stadt am 28. April. Während seiner kurzen Amtszeit bis zum Oktober senkt er Steuern, um die Wirtschaft weiter anzukurbeln und hebt die Handelsbeschränkungen für Eisen und Stahl sowie für Produkte aus Florida auf. Im Oktober übergibt er das Vizekönigreich an Joaquín de Montserrat und geht wieder als Gouverneur nach Havanna.
- Mai: In Port Maria beginnt Tacky’s Rebellion, ein Sklavenaufstand in Jamaika gegen die britischen Kolonialherren. Er wird im Juli blutig niedergeschlagen. Zahlreiche Überlebende fliehen in die umliegenden Berge und schließen sich den dortigen Maroons an.

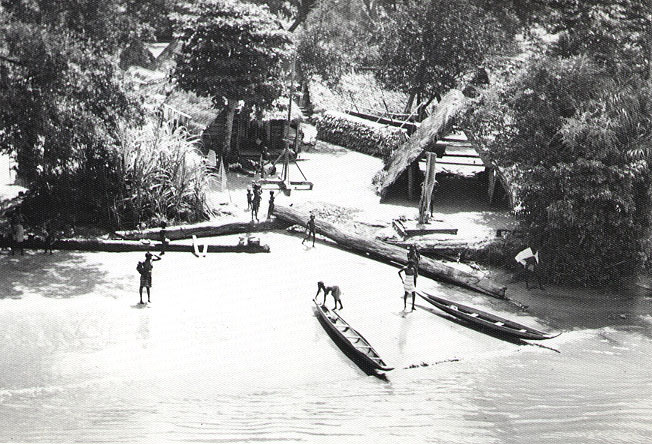
Saramacca-Dorf am Suriname, 1955

Die niederländischen Kolonialherren schließen am 10. Oktober mit den aufständischen Ndyuka, einer Gruppe der Maroons in Suriname einen Friedensvertrag. Erster durch die Kolonialmacht anerkannter gaanman, Stammesoberhaupt der Ndyuka wird Fabi Labi Beyman vom Dikan-lo. Als äußeres Zeichen und Symbol ihrer Herrscherwürde und Anerkennung ihrer Unabhängigkeit von den Niederländern erhält er ein Zepter, einen Stab mit Silberknauf. Auch mit den Saramaccanern, die am Oberlauf des Suriname und des Saramacca siedeln, werden Friedensverhandlungen aufgenommen.

#### Europäische Kolonien in Asien
- Als Hans Albrecht von Plüskow für die Niederländische Ostindien-Kompanie die im Vorjahr vom Gouverneur von Portugiesisch-Timor, Vicento Ferreira de Carvalho, gekaufte Stadt Lifau in Besitz nehmen will, sieht er sich einer Streitmacht der mit den Portugiesen verbündeten Topasse gegenüber. Plüskow wird besiegt und von Topasse-Herrscher Francisco da Hornay III. ermordet.
- Der Dominikanerpater Jacinto da Conceição lässt den Gouverneur von Portugiesisch-Timor, Sebastião de Azevedo e Brito, verhaften und nach Goa abschieben. Bis zum Eintreffen des neuen Gouverneurs im Jahr 1763 wird die Kolonie von einem Conselho Governativo unter der Führung der Dominikaner regiert.

#### Siamesisch-Birmanischer Krieg
- April: Im 22. Siamesisch-Birmanischen Krieg marschieren die Truppen des birmanischen Königs Alaungpaya aus der Konbaung-Dynastie rasch auf Ayutthaya und beginnen mit der Belagerung der Hauptstadt des gleichnamigen Königreichs. Der völlig überforderte siamesische König Ekathat bittet daraufhin seinen jüngeren Bruder Uthumphon aus dem Kloster zurückzukehren, die Regentschaft zu übernehmen und insbesondere die Verteidigung der Hauptstadt zu organisieren.
- 11. Mai: Während der Belagerung von Ayutthaya wird der birmanische König Alaungpaya beim Abfeuern einer Kanone auf den königlichen Palast Wang Luang so schwer verletzt, dass er wenig später stirbt. Die Birmanen ziehen sich daraufhin vorläufig aus Siam zurück.

#### Japan

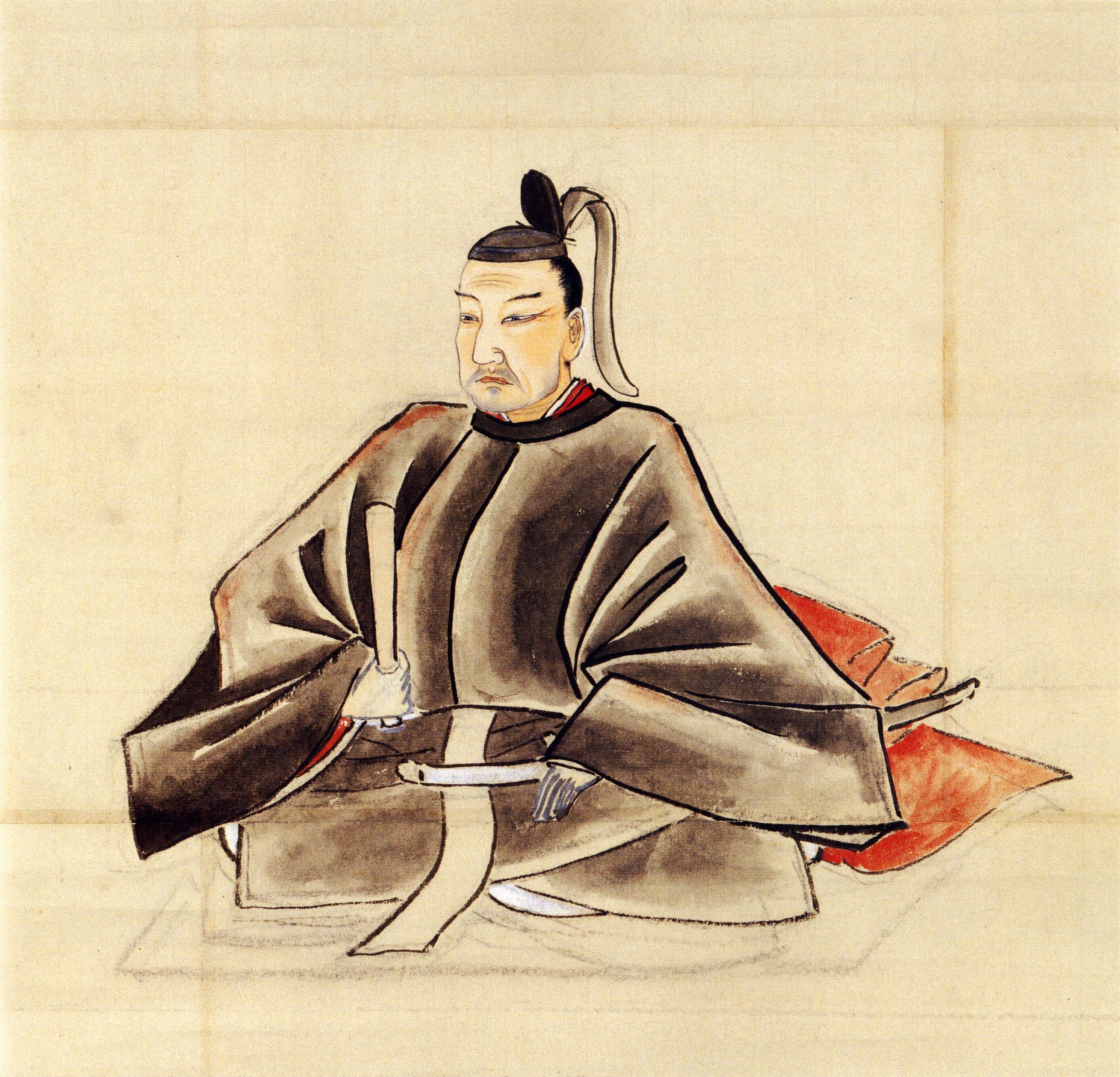
Tokugawa Ieharu in klassischer Hoftracht

- 25. Juni: Tokugawa Ieshige tritt zugunsten seines Sohnes Tokugawa Ieharu als Shōgun der Edo-Zeit in Japan zurück.

### Wirtschaft
- 9. Juni: Die Petite Poste zur Postzustellung innerhalb von Paris nimmt ihre Tätigkeit auf. Noch im gleichen Jahr werden offen lesbare Mitteilungen, Vorläufer der Postkarte, eingeführt.
- Kunden des von Edward Lloyd gegründeten Kaffeehauses in der Londoner Lombard Street gründen die Register Society und geben das erste Register of Shipping heraus, um Kaufleuten und Versicherern eine Vorstellung vom Zustand der Schiffe zu geben, die sie chartern oder versichern.
- Der Apotheker George Dunhill setzt der bislang nur medizinisch verwendeten Lakritze erstmals Zucker zu und verkauft sie als Süßware.
- Johann Christian Dieterich gründet in Göttingen die Dieterich’sche Verlagsbuchhandlung.
- Nach dem Tod seines Vaters übernimmt Robert Bakewell den Pachtvertrag von Dishley Grange. Dort beginnt er mit der Entwicklung und Umsetzung seiner revolutionären Zuchtmethoden durch systematische Selektion und wird damit zu einer zentralen Figur der britischen Landwirtschaftlichen Revolution.

### Wissenschaft und Technik

#### Astronomie
- 11. September: Charles Messier entdeckt im Sternbild Wassermann den Kugelsternhaufen Messier 2, ein Objekt, das allerdings auf den Tag genau 14 Jahre früher von Giovanni Domenico Maraldi als „nebliger Stern“ schon einmal entdeckt worden ist.

#### Biologie

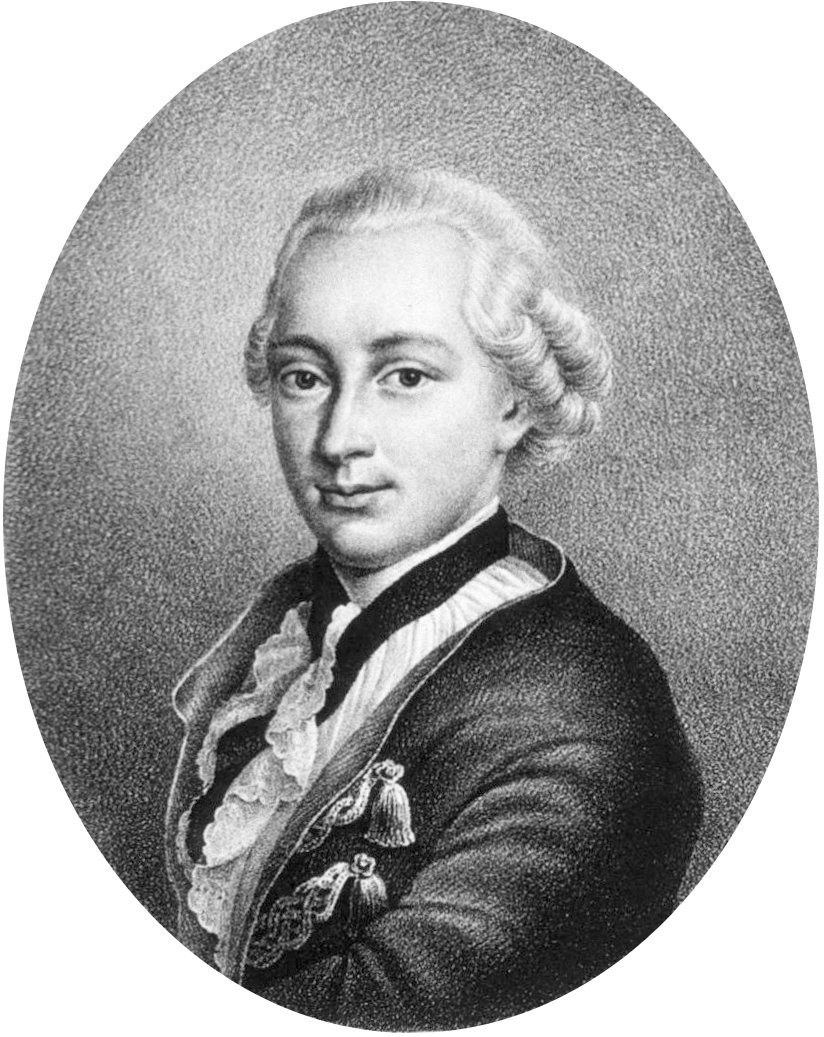
Joseph Gottlieb Kölreuter

- Dem deutschen Botaniker Joseph Gottlieb Kölreuter gelingt an der Russischen Kaiserlichen Akademie der Wissenschaften in St. Petersburg durch Bestäubungsversuche der Nachweis der Sexualität von Pflanzen.

#### Chemie
Der französische Chemiker und Apotheker Louis Claude Cadet de Gassicourt arbeitet an unsichtbaren Tinten auf der Basis von Cobalt-Salzen. Die von ihm verwendeten Cobalt-Mineralien sind jedoch mit Arsenik verunreinigt. Bei der Destillation der Mineralien zusammen mit Kaliumacetat, bildet sich das Arsin Tetramethyldiarsin, eine äußerst widerlich riechende, hochgiftige Verbindung. Die Verbindung wird zunächst als „Cadet'sche rauchende Flüssigkeit“ bezeichnet. Es handelt sich um die erste historisch belegbare Synthese eine metallorganischen Verbindung.

#### Geologie
- Der Venezianer Giovanni Arduino verwendet erstmals die Begriffe Primär, Sekundär, Tertiär und Quartär für verschiedene geologische Schichten und Erdzeitalter.

#### Geographie

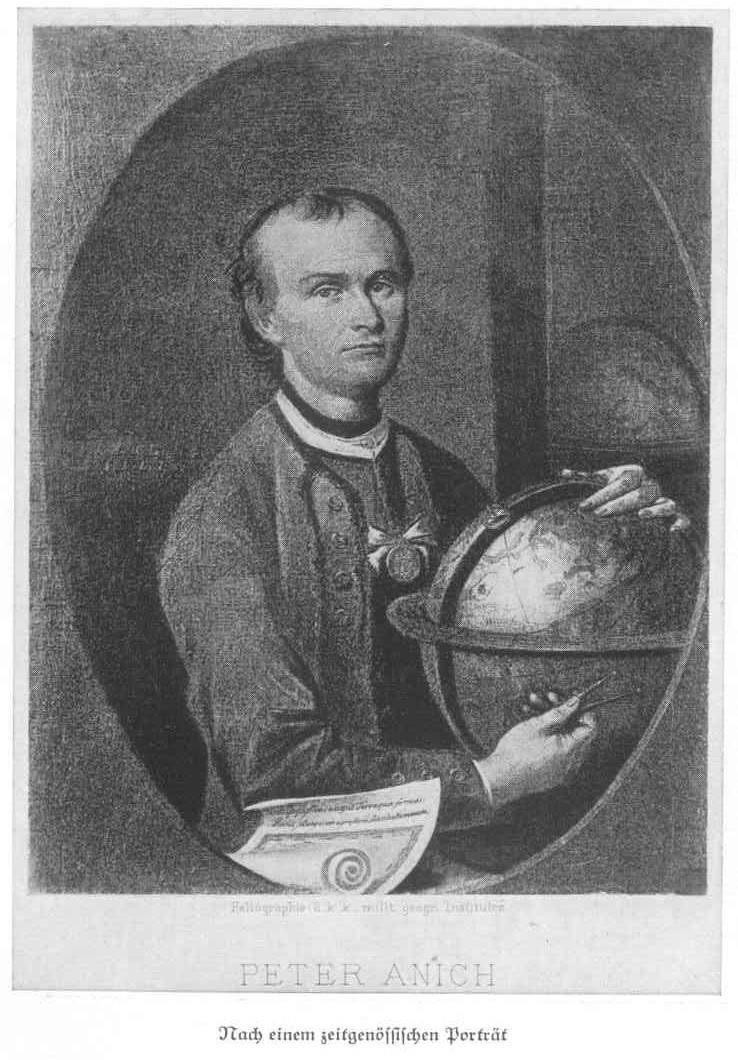
Peter Anich

- Auf Initiative des Jesuitenpaters Ignaz Weinhart beginnen die „Bauernkartografen“ Peter Anich und sein Schüler Blasius Hueber mit der Arbeit am Atlas Tyrolensis, der ersten Karte des Landes Tirol, der eine geodätische Vermessung zugrunde liegt.

#### Physik
- Johann Heinrich Lambert, elsässischer Universalgelehrter, begründet die Photometrie (Lichtmessung).

#### Sonstiges
- Der belgische Konstrukteur Jean-Joseph Merlin erfindet den ersten historisch dokumentierten Rollschuh. Bei der Vorführung seiner Erfindung auf einem Ball des englischen Königshauses verletzt er sich schwer, da er mangels geeigneter Bremsvorrichtung in einen großen Spiegel fährt.

### Kultur
| Kultur                                                                     | Kultur |
| -------------------------------------------------------------------------- | ------ |
| - Spätbarock - Rokoko - Zopfstil - Aufklärung in der Literatur (seit 1720) |        |

#### Ballett
Der französische Tänzer und Choreograph Jean Georges Noverre verfasst die theoretische Schrift Lettres sur la Danse et sur les Ballets (Briefe über die Tanzkunst), bis heute eine der bedeutendsten Schriften über das Ballett. Im selben Jahr wird er an den württembergischen Hof in Stuttgart berufen.

#### Bildende Kunst
In London wird die Society of Artists of Great Britain gegründet, die im April ihre erste Gemeinschaftsausstellung organisiert.
Der österreichische Barockbildhauer Josef Stammel schafft eines seiner Hauptwerke, Die vier letzten Dinge, die sich heute im Stift Admont befinden. Sie zählen zu den besten Werken der alpenländischen Barockskulptur.
Der italienische Barockmaler Francesco Sozzi malt den Freskenzyklus Die vier Jahreszeiten im Palazzo Isnello in Palermo.

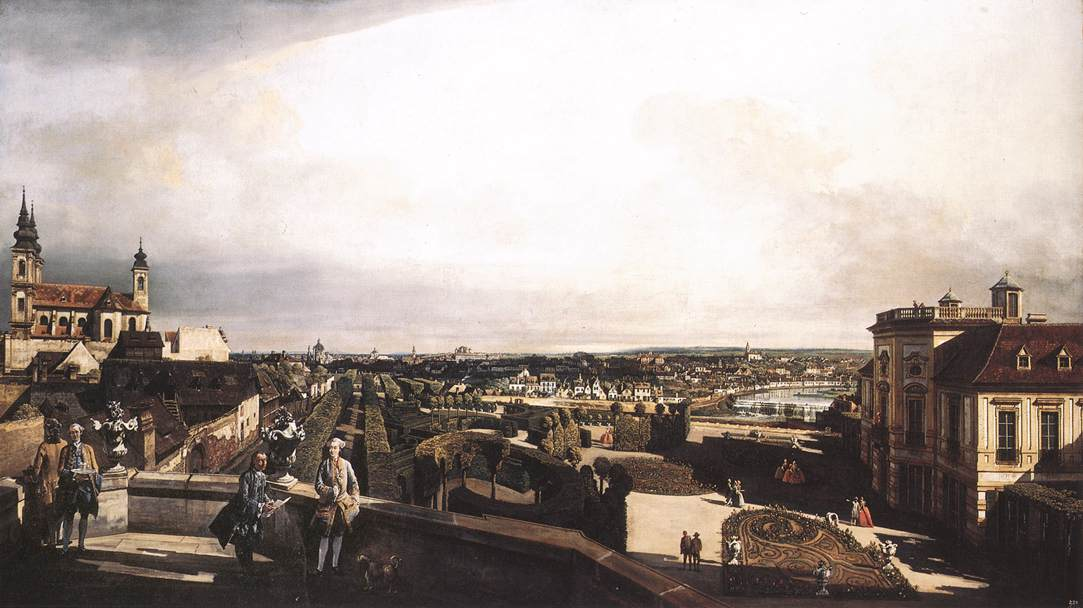
Canaletto: Wien, Panorama vom Palais Kaunitz 1759/60

Während seines zweijährigen Aufenthalts in Wien erhält Bernardo Bellotto, genannt Canaletto, Nachricht von der Zerstörung seines Hauses und der Vernichtung eines Teils seiner Kunstwerke durch preußisches Bombardement Dresdens vom 14. bis 20. Juli 1760. Seine Frau und Töchter sind unversehrt geblieben, aber der Schaden durch Vernichtung eines Teils seiner Kunstwerke und Druckplatten beläuft sich auf 50.000 Taler.

#### Literatur

Erste Gesamtausgabe der Werke Ewald von Kleists

#### Musik und Theater
- 9. März: Voltaires Bühnenstück Tancrède wird mit Erfolg uraufgeführt.
- Nach dem großen Erfolg des ersten Teils von 1756 komponiert der deutsche Barockkomponist Georg Philipp Telemann einen zweiten Teil seiner Donner-Ode, TWV 6:3b.

#### Mode
- Beginn einer neuen Modeströmung in Großbritannien: Die Macaroni orientieren sich an der Mode des Ancien Régime in Frankreich.

### Gesellschaft

#### Hochzeiten

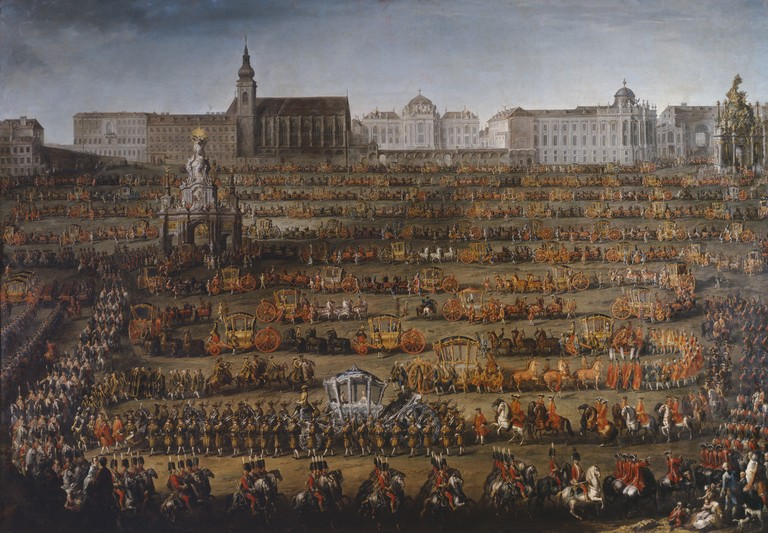
Der feierliche Einzug von Isabella von Parma in Wien

- 6. Oktober: Der 19-jährige spätere Kaiser Joseph II. heiratet in Wien die 18-jährige spanische Prinzessin Isabella von Bourbon-Parma, nachdem schon am 5. September eine Trauung per procurationem in der Kathedrale von Padua vollzogen worden ist.
- Maria Francisca Isabel Josefa Antónia Gertrudes Rita Joana de Bragança, älteste Tochter von König Joseph I. von Portugal, heiratet ihren fast 20 Jahre älteren Onkel Pedro Clemente Francisco José António de Bragança. Damit löst der portugiesische Hof das Problem, dass Joseph I. keinen männlichen Nachfolger hat, die weibliche Erbfolge in Portugal aber noch unüblich ist.
- Der thailändische Soldat Thong Duang heiratet die aus wohlhabendem Haus stammende Amarindra.

#### Gesellschaftsabende
- Herbst: Die italienische Opernsängerin und Gesellschaftsdame Teresa Cornelys hält im von ihr gemieteten Carlisle House am Soho Square in London den ersten ihrer bekannten Gesellschaftsabende ab, die nur für adelige und verbürgte Personen zugelassen sind, die ein Ticket für fünf Guinees gekauft haben. Neben Tanz, Maskeraden und Erfrischungen ist vermutlich das Glücksspiel die entscheidende Attraktion.

### Religion

#### Buddhismus
- In Tibet wird durch den 2. Jamyang Shepa, Könchog Jigme Wangpo, das buddhistische Kloster Amchog Ganden Chökhorling gegründet.

#### Christentum

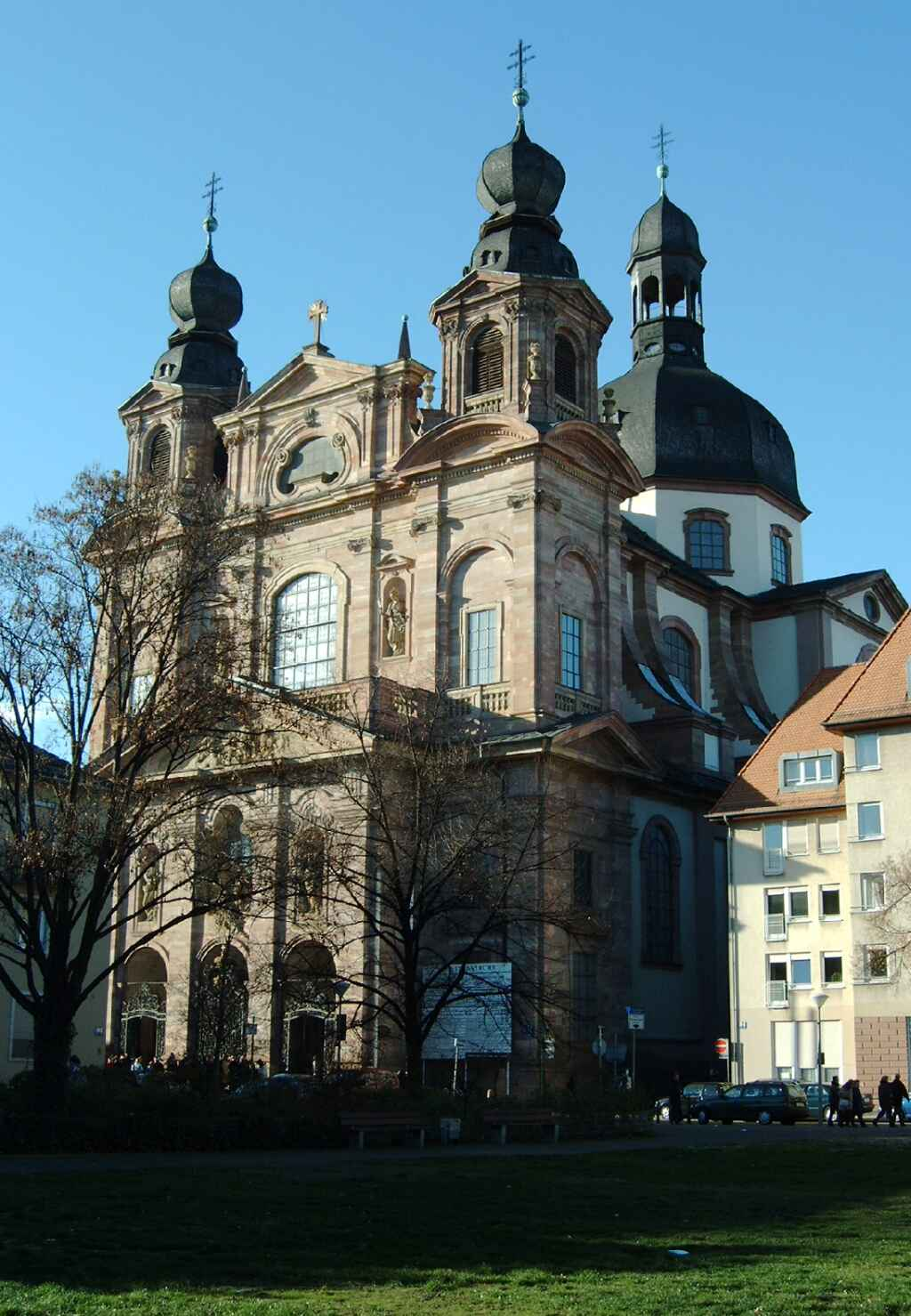
Jesuitenkirche in Mannheim

- 18. Mai: Nach 27-jähriger Bauzeit wird die Jesuitenkirche in Mannheim vom Augsburger Fürstbischof Joseph Ignaz Philipp von Hessen-Darmstadt im Auftrag des Wormser Bischofs Johann Friedrich Karl von Ostein den Heiligen Ignatius von Loyola und Franz Xaver geweiht.
- 21. August: Louis-Joseph de Montmorency-Laval wird Fürstbischof von Metz.
- 14. September: Der bereits im Vorjahr gewählte Heinrich von Bibra wird nach der Bestätigung durch Papst Clemens XIII. im Fuldaer Dom zum Bischof von Fulda geweiht.
- 15. Dezember: József Batthyány, der bisherige Bischof von Siebenbürgen, wird Erzbischof von Kalocsa.

#### Judentum
- Das Board of Deputies of British Jews, heute die bedeutendste repräsentative Körperschaft der britischen Judenheit, wird als gemeinsames Gremium sephardischer (spanisch und portugiesischer) und aschkenasischer (mittel- und osteuropäischer) jüdischer Gemeinden in London gegründet.

### Katastrophen
- 15. Februar: Das britische Linienschiff Ramillies (90 Kanonen) strandet nach einem Navigationsfehler bei Bolt Head in der Nähe von Plymouth, England. Über 700 Besatzungsmitglieder sterben, nur 26 Mann können sich retten. Es handelt sich um eines der schlimmsten Schiffsunglücke ohne Kriegseinwirkung in englischen Gewässern.
- 20. März: Beim „Großen Feuer von Boston“ werden 349 Gebäude, etwa ein Zehntel der Stadt,  zerstört.

## Historische Karten und Ansichten

Belgrad 1760
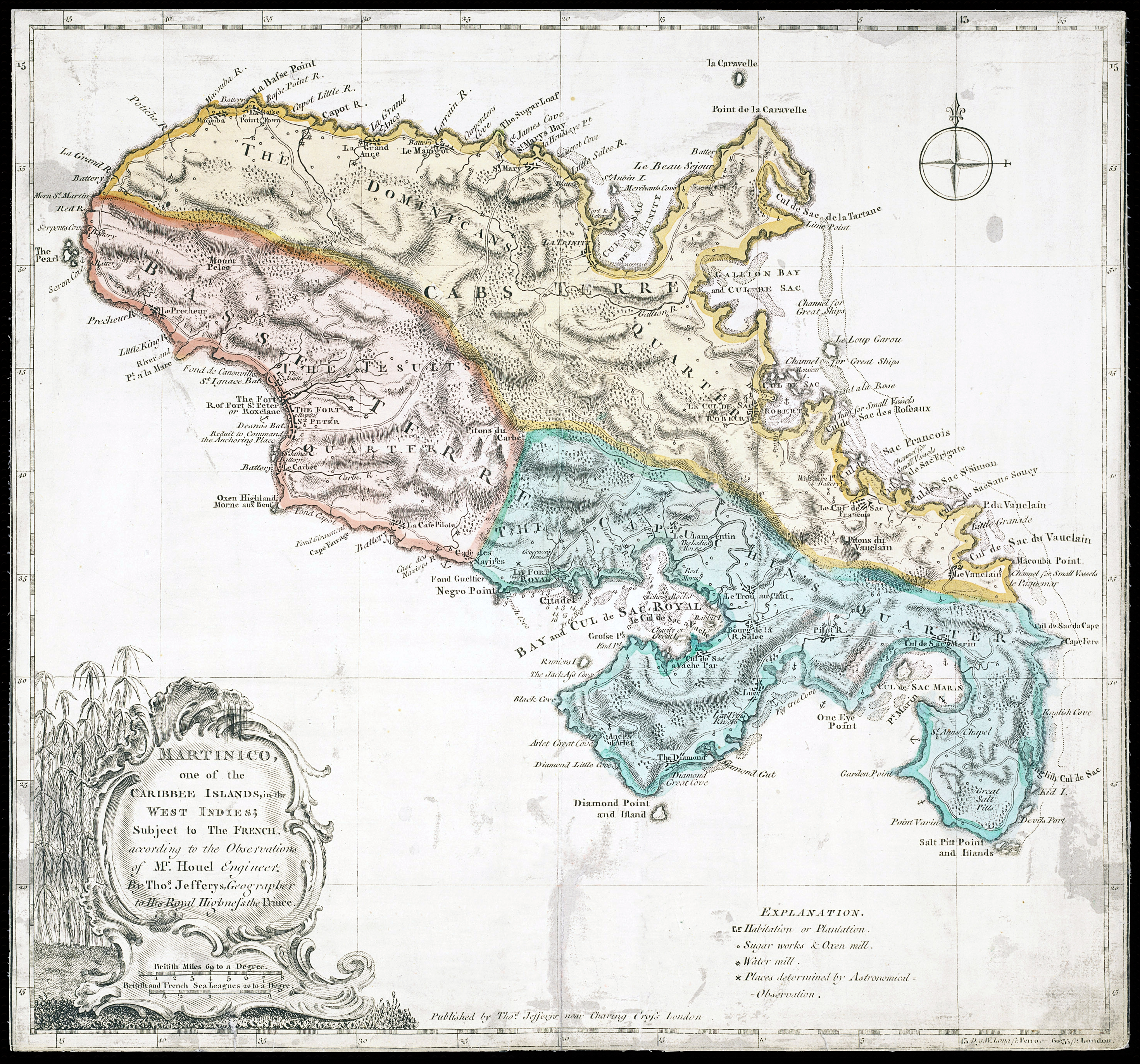
Martinique 1760
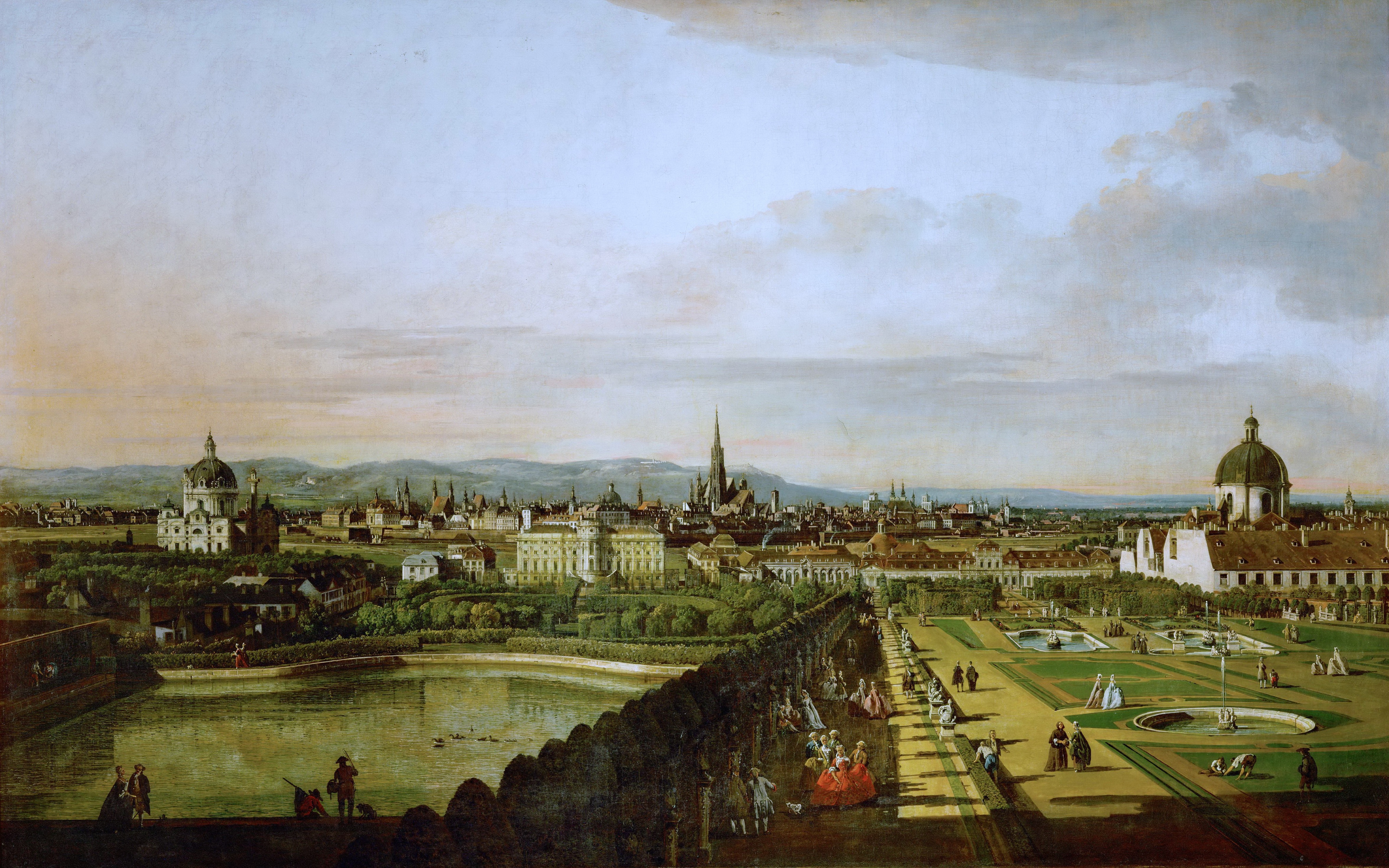
Canaletto, Wien um 1760
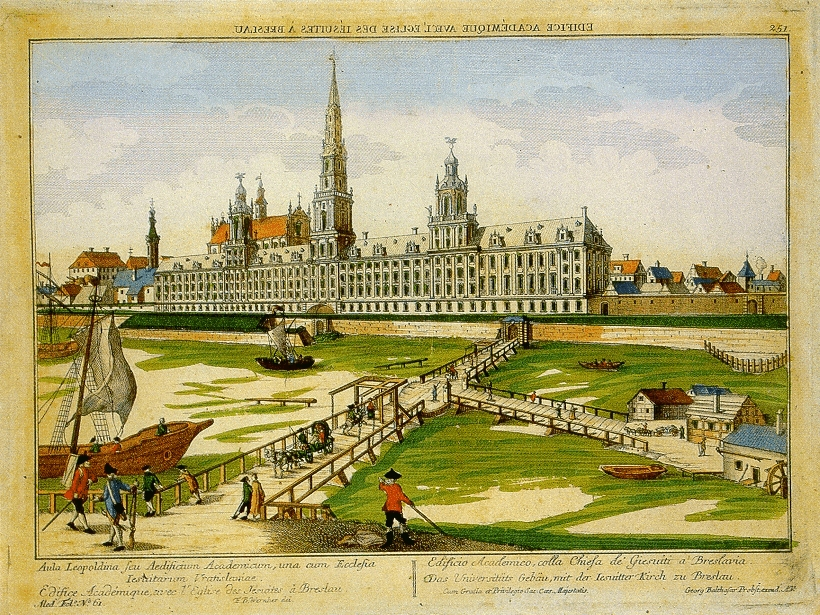
Die Universität Breslau 1760
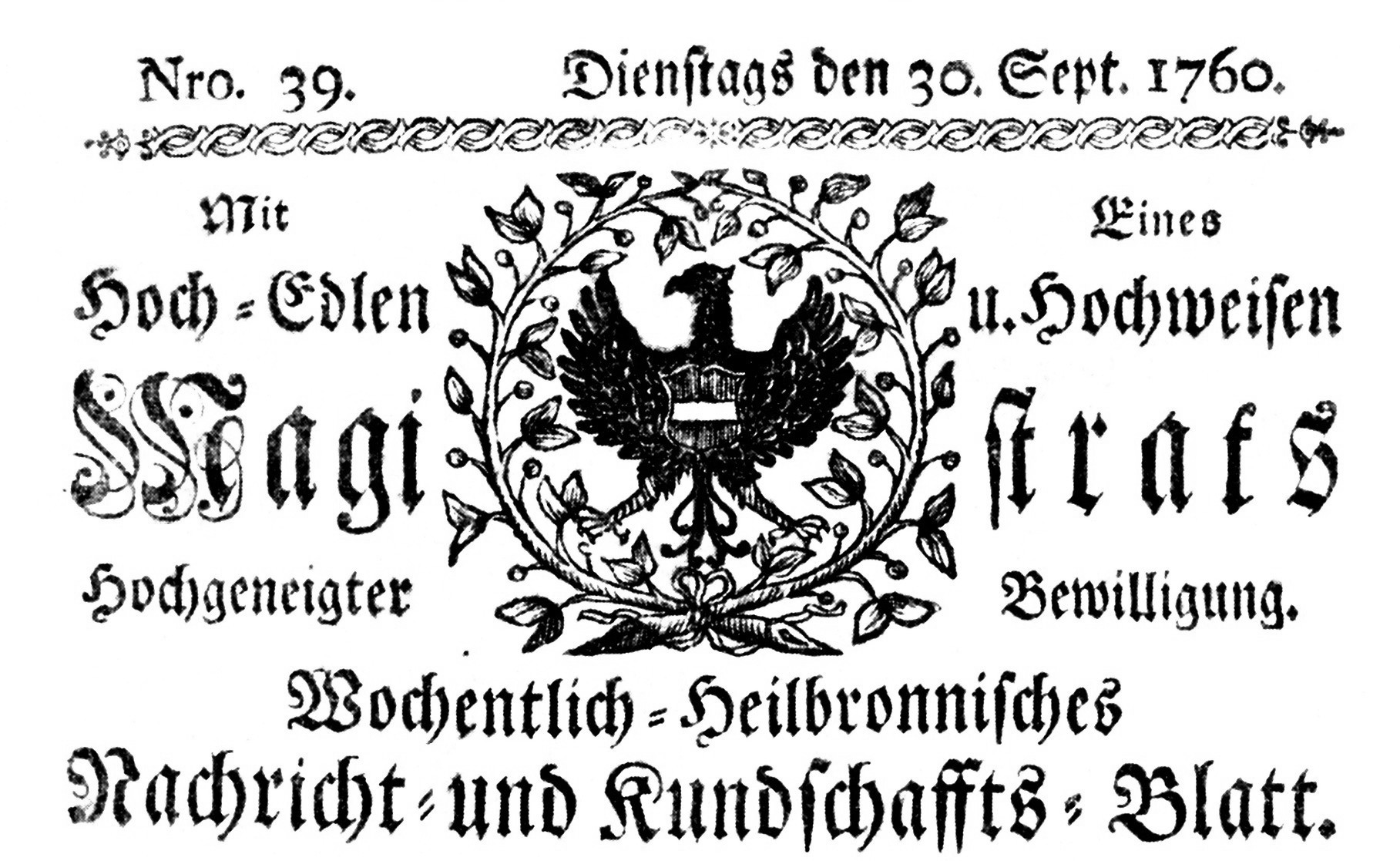
Wochentlich-Heilbronnisches Nachricht- und Kundschafts-Blatt

## Geboren

### Erstes Quartal
- 02. Januar: Georg Ludwig Stecher, deutscher Jurist und Politiker († 1826)
- 03. Januar: Niklaus Rudolf von Wattenwyl, Schweizer General und Politiker († 1832)
- 08. Januar: Michael Leib, US-amerikanischer Politiker († 1822)
- 10. Januar: Johann Rudolf Zumsteeg, deutscher Komponist und Kapellmeister († 1802)
- 12. Januar: Zofia Potocka, griechische Kurtisane († 1822)
- 14. Januar: George FitzRoy, 4. Duke of Grafton, britischer Politiker († 1844)
- 23. Januar: Friedrich Gieße, deutscher Theologe und Mitglied der Deputiertenkammer der Landstände des Herzogtums Nassau († 1842)
- 24. Januar: Friederike Bethmann-Unzelmann, deutsche Schauspielerin und Sängerin († 1815)
- 28. Januar: David Leonard Barnes, US-amerikanischer Jurist († 1812)
- 30. Januar: Jonas Rein, norwegischer Dichter († 1821)
- 12. Februar: Johann Ladislaus Dussek, böhmischer Klavierspieler und Komponist († 1812)
- 13. Februar: Samuel W. Dana, US-amerikanischer Politiker († 1830)
- 13. Februar: Salomon Friedrich Merkel, deutscher Jurist († 1823)
- 14. Februar: Richard Allen, afroamerikanischer religiöser Führer und Begründer der African Methodist Episcopal Church († 1831)
- 14. Februar: Ferdinand von Meggenhofen, österreichischer Beamter und Mitglied des Illuminatenordens († 1790)
- 15. Februar: Jean-François Lesueur, französischer Kirchenmusiker und Komponist († 1837)
- 22. Februar: Sophie von Sachsen-Hildburghausen, Herzogin von Sachsen-Coburg-Saalfeld († 1776)
- 01. März: François-Nicolas-Léonard Buzot, französischer Revolutionär († 1794)
- 02. März: Camille Desmoulins, französischer Revolutionsführer († 1794)
- 02. März: Carl von Hänlein, preußischer Politiker und Diplomat († 1819)
- 04. März: Nahum Parker, US-amerikanischer Politiker († 1839)
- 05. März: Urs Jakob Tschan, Schweizer Jesuit und Luftfahrtpionier († 1824)
- 06. März: Amalie Zephyrine von Salm-Kyrburg, Fürstin von Hohenzollern-Sigmaringen († 1841)
- 16. März: Heinrich Meyer, Schweizer Maler und Kunstschriftsteller († 1832)
- 16. oder 17. März: Gabriel Ciscar y Ciscar, spanischer Gelehrter, Marineoffizier und Regent († 1829)
- 20. März: Joseph Christian Lillie, dänischer Architekt und Innenarchitekt († 1827)
- 22. März: Johann Heinrich Freytag, deutscher Jurist und Bürgermeister von Frankfurt (Oder) († 1840)
- 28. März: Georg Adlersparre, schwedischer General, Politiker und Schriftsteller († 1835)
- 28. März: Thomas Clarkson, britischer Abolitionist († 1846)
- 28. März: Dietrich Joachim Theodor Cunze, deutscher evangelischer Geistlicher Pädagoge und Historiker († 1822)

### Zweites Quartal
- 03. April: Friedrich Adolph Heyne, deutscher Privatgelehrter und Botaniker († 1826)
- 04. April: Juan Manuel Olivares, venezolanischer Komponist († 1797)
- 12. April: Franz Bühler, deutscher Benediktinermönch, Musiker und Komponist († 1823)
- 12. April: Jean-François Thomas de Thomon, französisch-russischer Architekt († 1813)
- 14. April: Sigismund Friedrich Hermbstädt, deutscher Apotheker, Chemiker, technischer Schriftsteller († 1833)
- 29. April: Heinrich Ernst von Schönburg-Rochsburg, deutscher Landwirt und Schafzüchter († 1825)
- 30. April: Johann Gottlob Nathusius, deutscher Kaufmann und Großindustrieller († 1835)
- 01. Mai: Johanna Marianne Freystein, deutsche Malerin († 1807)
- 01. Mai: Friedrich Albrecht Carl Gren, deutscher Chemiker († 1798)
- 05. Mai: Sophie Charlotte Elisabeth Ursinus, deutsche Serienmörderin († 1836)
- 07. Mai: Johann Gottlob Worbs, deutscher Theologe und Historiker († 1833)
- 09. Mai: Johannes Walch, deutscher Geistlicher und Pädagoge († 1829)
- 10. Mai: Charles de Bonchamps, französischer Anführer der Vendéer († 1793)
- 10. Mai: Claude Joseph Rouget de Lisle, französischer Komponist, Dichter und Offizier († 1836)
- 10. Mai: Johann Peter Hebel, deutscher Dichter († 1826)
- 11. Mai: Ádam Pálóczi Horváth, ungarischer Schriftsteller, Volksliedsammler und Komponist († 1820)
- 28. Mai: Alexandre de Beauharnais, französischer Präsident der Nationalversammlung († 1794)
- 29. Mai: Louis-Michel Le Peletier de Saint-Fargeau, Politiker während der Französischen Revolution († 1793)
- 04. Juni: Christian August Günther, deutscher Maler, Zeichner und Kupferstecher († 1824)
- 05. Juni: Johan Gadolin, finnischer Chemiker († 1852)
- 11. Juni: Maria Cosway, englisch-italienische Malerin († 1838)
- 12. Juni: Jean-Baptiste Louvet de Couvray, französischer Politiker († 1797)
- 20. Juni: Richard Wellesley, 1. Marquess Wellesley, britischer Staatsmann († 1842)
- 22. Juni: Joseph Ludwig Colmar, Bischof von Mainz († 1818)
- 26. Juni: Johann I. Josef von Liechtenstein, österreichischer Feldmarschall († 1836)
- 26. Juni: Karl Aloys zu Fürstenberg, kaiserlicher Feldmarschallleutnant († 1799)
- 30. Juni: Johann Georg Heinrich von Ammon, preußischer Beamter († 1836)

### Drittes Quartal
- 01. Juli: Otto von Woringen, deutscher Jurist und Sänger († 1838)
- 08. Juli: Christian Kramp, elsässischer Arzt, Mathematiker und Physiker († 1826)
- 12. Juli: Muhammad ibn ʿAlī asch-Schaukānī, jemenitischer Gelehrter († 1834)
- 01. August: Wilhelm Anton von Klewiz, preußischer Politiker und Verwaltungsbeamter († 1838)
- 22. August: Annibale Francesco Clemente Melchiore Girolamo Nicola Sermattei della Genga, als Leo XII. Papst († 1829)
- 31. August: Georg Ludwig von Anns, deutscher Politiker († 1837)
- 31. August: Aristide Aubert Dupetit-Thouars, französischer Admiral und Seefahrer († 1798)
- 31. August: Peter Joseph Triest, Kanoniker und Ordensgründer († 1836)
- 01. September: Frederik Sneedorff, dänischer Historiker. († 1792)
- 06. September: Carl Joseph von Clam-Martinic, österreichischer Oberstlandkämmerer († 1826)
- 08. September: Georg Friedrich Baumgärtel, deutscher Pädagoge († 1840)
- 08. September: Domenico Pino, italienischer General in napoleonischen Diensten († 1826)
- 11. September: Johann Friedrich Brandis, deutscher Jurist und Hochschullehrer († 1790)
- 14. September: Luigi Cherubini, italienischer Komponist († 1842)
- 15. September: Bogislav Friedrich Emanuel von Tauentzien, preußischer General der Infanterie († 1824)
- 20. September: Christoph Wilhelm Mitscherlich, deutscher Altphilologe († 1854)
- 20. September: Clement Storer, US-amerikanischer Politiker († 1830)

### Viertes Quartal
- 16. Oktober: Jonathan Dayton, US-amerikanischer Politiker († 1824)
- 17. Oktober: Henri de Saint-Simon, französischer Aristokrat, Offizier und Journalist († 1825)
- 20. Oktober: Alexandre de Lameth, französischer Soldat und Politiker († 1829)
- 21. Oktober: Heinrich Gotthelf Schaufuß, Porzellanmaler der Meißner Manufaktur († 1838)

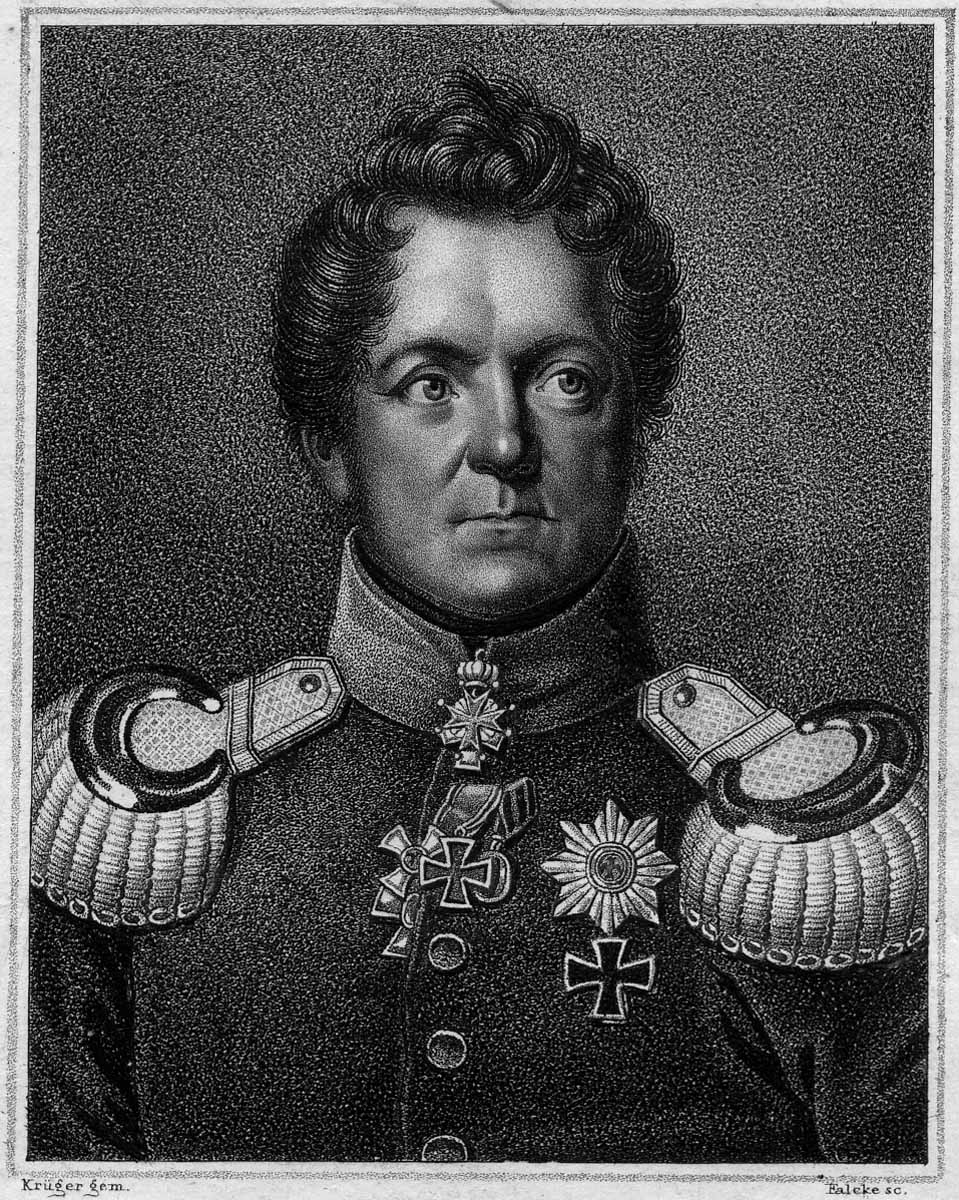
August Neidhardt von Gneisenau

- 27. Oktober: August Neidhardt von Gneisenau, preußischer Generalfeldmarschall und Heeresreformer († 1831)
- 31. Oktober: Katsushika Hokusai, japanischer Vertreter des Ukiyo-e († 1849)
- 07. November: Leone Baptiste Dumonceau, niederländischer Offizier und Marschall von Holland († 1821)
- 11. November: Landolin Ohmacht, deutscher Bildhauer († 1834)
- 12. November: Adrien Jean-Baptiste du Bosc, französischer General († 1851)
- 13. November: Jiaqing, chinesischer Kaiser († 1820)
- 14. November: Joachim Bernhard Nicolaus Hacker, deutscher Theologe, Poet und Schriftsteller († 1817)
- 19. November: Johann Paul Pöhlmann, deutscher evangelischer Geistlicher und Pädagoge († 1848)
- 23. November: Christian Wilhelm Ahlwardt, deutscher Professor († 1830)
- 23. November: Isaac Anderson, US-amerikanischer Politiker († 1838)
- 23. November: François Noël Babeuf, französischer Agitator und Journalist († 1797)
- 25. November: Antal Amadé de Várkonyi, ungarischer Graf († 1835)
- 30. November: Hanaoka Seishū, japanischer Chirurg († 1835)
- 02. Dezember: John Breckinridge, US-amerikanischer Politiker († 1806)
- 02. Dezember: Joseph Graetz, deutscher Organist und Komponist († 1826)
- 06. Dezember: Charles Carnan Ridgely, US-amerikanischer Politiker († 1829)
- 09. Dezember: Johann Melchior Möller, deutscher evangelischer Geistlicher († 1824)
- 12. Dezember: Thomas Dolliner, österreichischer Jurist und Hochschullehrer († 1839)
- 16. Dezember: Gottfried Eberhard Hoffmann, deutscher Verwaltungsjurist († ?)

### Genaues Geburtsdatum unbekannt
- Abu Abdullah Muhammad al-Arabi ad-Darqawi, marokkanischer Sufi und Schriftsteller († 1823)
- Jager Afrikaner, Kaptein der Orlam († 1823)
- William Jones, US-amerikanischer Politiker († 1831)
- Thomas Kirker, US-amerikanischer Politiker († 1837)
- Humphrey Marshall, US-amerikanischer Politiker († 1841)
- James Morrison, britischer Seemann auf der Bounty († 1807)
- Bernard Václav Štiasný, tschechischer Cellist und Komponist († 1835)
- Konstantin Ypsilantis, griechisch-phanariotischer Adeliger in osmanischen Diensten, Gospodar und Woiwode der Moldau und der Walachei († 1816)

### Geboren um 1760
- Te Rauparaha, Māori und Anführer des Iwi Ngāti Toa († 1849)
- Tecumapease, Führerin der Shawnee, ältere Schwester des Shawnee-Häuptlings Tecumseh

## Gestorben

### Januar bis April
- 04. Januar: Johann Jakob Späth, deutscher Orgelbauer (* 1672)
- 05. Januar: Reinhold Rücker Angerstein, schwedischer Metallurg, Beamter und Unternehmer (* 1718)
- 10. Januar: Kyrillos VI. Tanas, melkitisch griechisch-katholischer Patriarch von Antiochia (* 1680)
- 12. Januar: George Clarke, britischer Gouverneur der Provinz New York (* 1676)
- 15. Januar: Michael Engler der Jüngere, deutscher Orgelbauer (* 1688)
- 18. Januar: Claudio Casciolini, italienischer Komponist (* 1697)
- 19. Januar: Giuseppe Belli, italienischer Soprankastrat (* vor 1752)
- 20. Januar: Johann Ludwig Alefeld, deutscher Philosoph und Physiker (* 1695)
- 23. Januar: Giovanni Antonio Guardi, italienischer Maler (* 1699)
- 25. Januar: Johanna Magdalena von Sachsen-Weißenfels, Herzogin von Kurland (* 1708)
- 01. Februar: Wilhelm VIII. von Hessen-Kassel, Landgraf von Hessen-Kassel (* 1682)
- 05. Februar: Agustín Ahumada y Villalón, spanischer Offizier und Kolonialverwalter, Vizekönig von Neuspanien (* um 1710)
- 14. Februar: François Collin de Blamont, französischer Komponist (* 1690)
- 19. Februar: John Pole, 5. Baronet, britischer Adliger (* um 1733)
- 27. Februar: Anna Magdalena Bach, deutsche Sopranistin, Ehefrau von Johann Sebastian Bach (* 1701)
- 28. Februar: François Thurot, französischer Freibeuter und Marineoffizier (* 1727)
- 04. März: Friedrich Wilhelm Culemann, deutscher Beamter
- 14. März: Hedwig Luise von Hessen-Homburg, Prinzessin von Hessen-Homburg und Gräfin von Schlieben (* 1675)
- vor dem 14. März: Anton Fils, deutscher Komponist (* 1733)
- 28. März: Peg Woffington, irische Schauspielerin (* im 18. Jahrhundert)
- 11. April: Moritz von Anhalt-Dessau, preußischer Heerführer (* 1712)
- 11. April: Louis de Silvestre, französischer Maler, Oberhofmaler in Sachsen (* 1675)
- 12. April: Ernst Gottlieb Baron, deutscher Komponist und Lautenist (* 1696)
- 17. April: Wilhelm Ernst von Buddenbrock, preußischer Major und Kommandeur des 1. Stehenden Grenadier-Bataillons (* 1715)
- 22. April: Agostino Maria Neuroni, Bischof von Como (* 1690)
- 24. April: Michele Mascitti, italienischer Violinist und Komponist (* 1664)
- 000April: Matthew Rowan, britischer Kolonialgouverneur von North Carolina

### Mai bis August
- 01. Mai: Christiana Mariana von Ziegler, sächsische Schriftstellerin (* 1695)
- 09. Mai: Nikolaus Ludwig von Zinzendorf, sächsischer lutherisch-pietistischer autodidaktischer Theologe, Reichsgraf, sowie Gründer und Bischof der Herrnhuter Brüdergemeine (* 1700)
- 10. Mai: Christoph Graupner, deutscher Komponist (* 1683)
- 11. Mai: Alaungpaya, Herrscher des dritten birmanischen Reiches (* 1714)
- 12. Mai: Dominikus Hermengild Herberger, deutscher Bildhauer (* 1694)
- 21. Mai: Anna Nitschmann, deutsch-mährische Liederdichterin, evangelische Predigerin, Missionarin und Leiterin der Herrnhuter Brüdergemeine (* 1715)
- 22. Mai: Israel ben Elieser, bekannt als der Baal Schem Tow, polnischer Rabbi, Begründer des Chassidismus im Judentum (* um 1700)
- 25. Mai: Engelbert von Syrgenstein, Fürstabt von Kempten (* 1694)
- 30. Mai: Johanna Elisabeth von Schleswig-Holstein-Gottorf, Fürstin und Regentin von Anhalt-Zerbst, Mutter der russischen Zarin Katharina II. (* 1712)
- 13. Juni: Antoine Court, französischer Prediger und Glaubenszeuge (* 1696)
- 15. Juni: Emo Lucius Vriemoet, deutscher reformierter Theologe und Orientalist (* 1699)
- 30. Juni: Teresa Albuzzi-Todeschini, italienische Opernsängerin (* 1723)
- 05. Juli: Germann August Ellrod, deutscher evangelischer Geistlicher und Hochschullehrer (* 1709)
- 18. Juli: Philippe Mercier, französisch-deutscher Maler (* 1689)
- 22. Juli: Charles de Bourbon, Graf von Charolais, Libertin (* 1700)
- 30. Juli: James De Lancey, kommissarischer britischer Gouverneur der Provinz New York (* 1703)
- 02. August: Paulus Züblin, Schweizer Plantagenbesitzer, Sklavenhalter und Justizrat in der niederländischen Kolonie Berbice (* 1709)
- 12. August: Nicolaus Ephraim Bach, deutscher Komponist und Organist (* 1690)
- 12. August: Karl Gotthelf Müller, deutscher Rhetoriker, Dichter und lutherischer Theologe (* 1717)
- 15. August: Heinrich August Schumacher, deutscher Historiker und Pädagoge (* 1683)
- 26. August: Friedrich Wilhelm von Brühl, kursächsischer und polnischer Geheimer Rat, Landeshauptmann von Thüringen (* 1699)
- 28. August: Marie Gabrielle Éléonore de Bourbon-Condé, Äbtissin von Saint-Antoine-des-Champs (* 1690)

### September bis Dezember
- 14. September: Caspar Jakob Huth, deutscher evangelischer Theologe und Hochschullehrer (* 1711)
- 16. September: Louis-Charles Fougeret de Monbron, französischer Literat und Schriftsteller (* 1706)
- 12. Oktober: Johann Friedrich Stoy, deutscher evangelischer Theologe (* 1700)

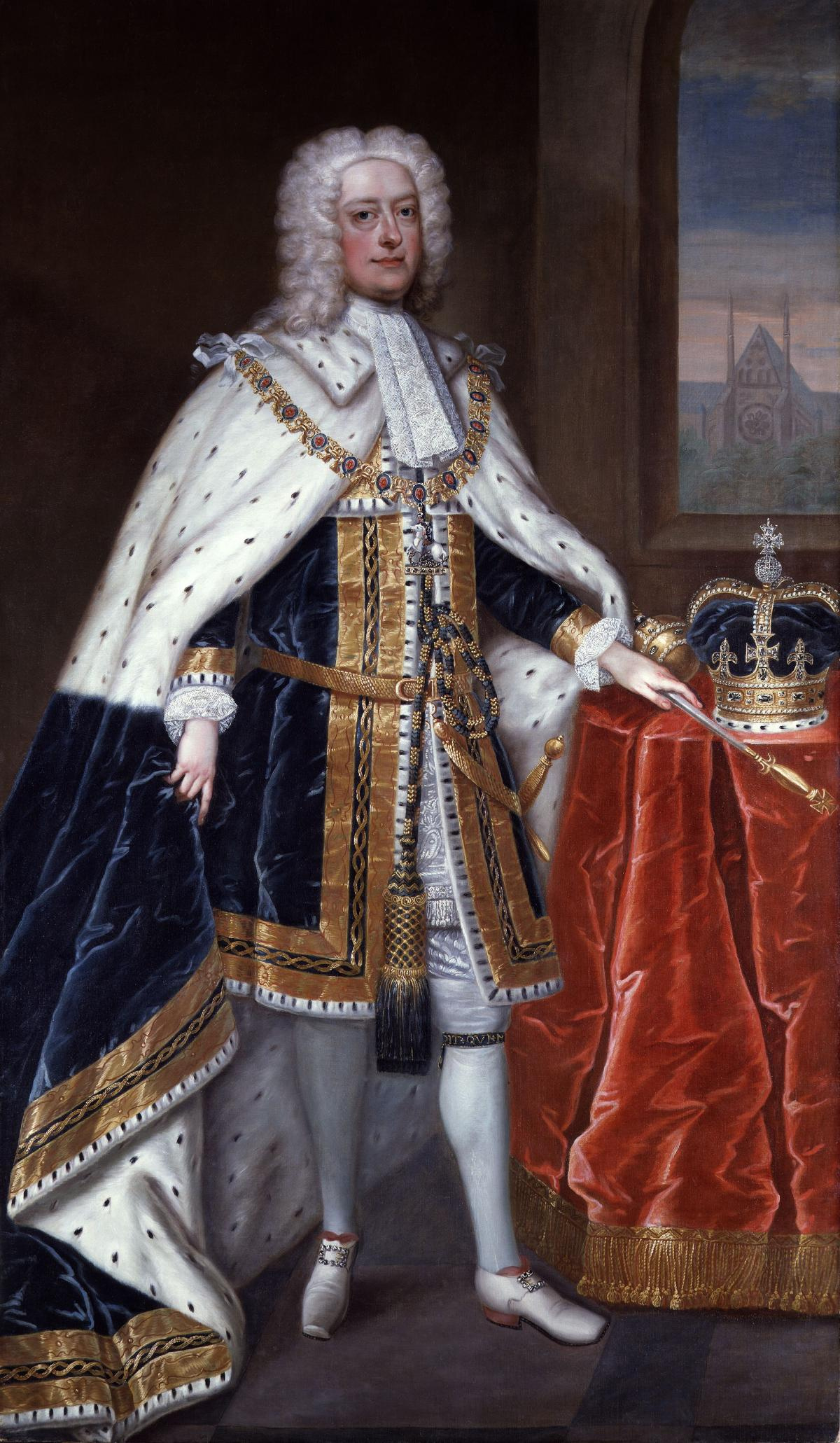
Georg II.

- 25. Oktober: Georg II., König von Großbritannien und Irland sowie Kurfürst von Braunschweig-Lüneburg (Hannover) (* 1683)
- 27. Oktober: Antonín Koniáš, böhmischer Jesuitenpriester, Missionar und religiöser Schriftsteller (* 1691)
- 28. Oktober: Andrea Adolfati, italienischer Opernkomponist (* 1711, 1721 oder 1722)
- 30. Oktober: Christian Ludwig Liscow, deutscher Satiriker (* 1701)
- Oktober: Girolamo Abos, maltesischer Komponist (* 1715)
- 11. November: Frederik Winter, deutscher Mediziner (* 1712)
- 22. November: Charles Alston, schottischer Mediziner und Botaniker (* 1685)
- 28. November: Pietro Paolo Vasta, italienischer Maler (* 1697)

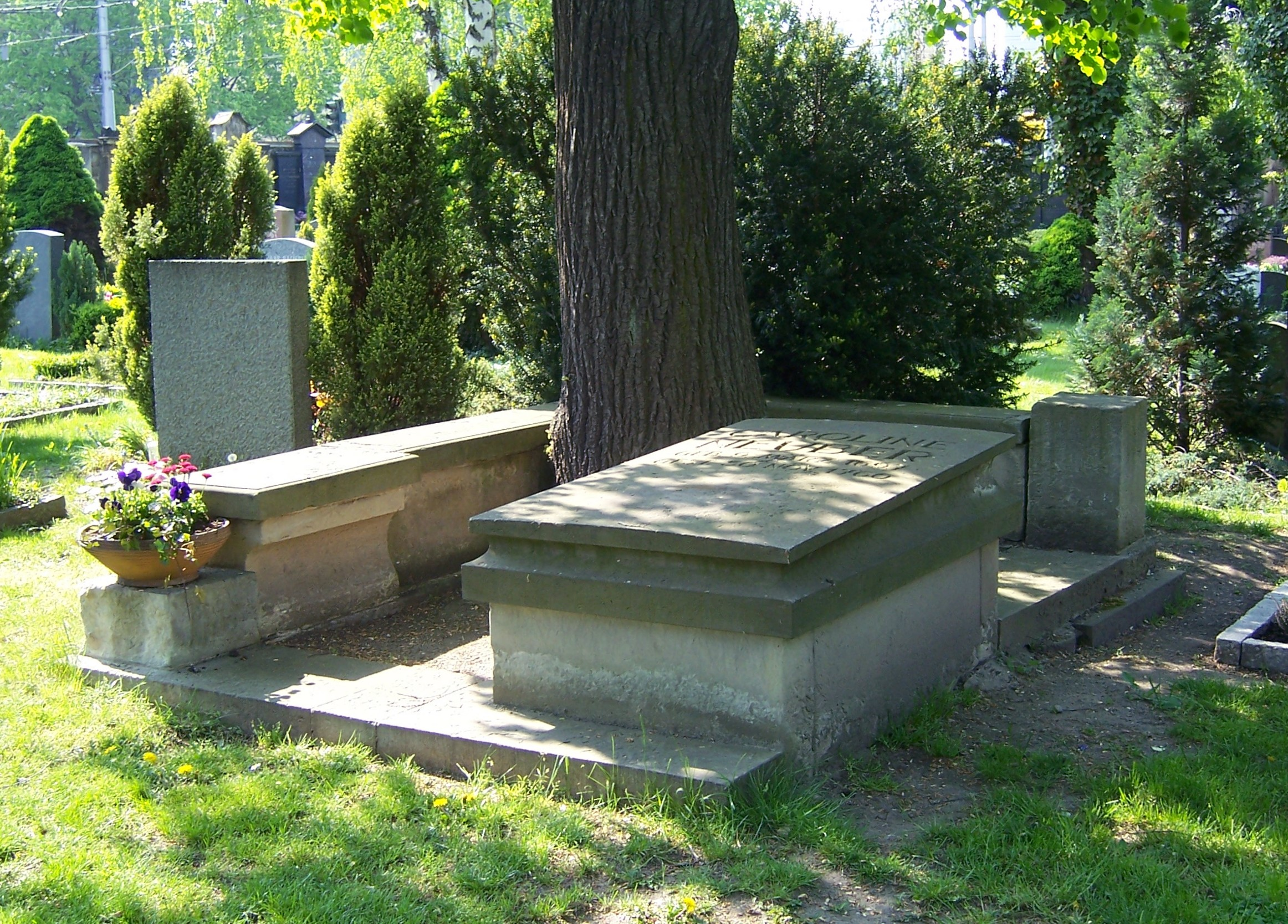
Friederike Caroline Neubers Grab auf dem Leubener Friedhof in Dresden

- 30. November: Friederike Caroline Neuber, deutsche Schauspielerin (* 1697)
- 06. Dezember: Roque Ceruti, peruanischer Komponist (* um 1683)
- 08. Dezember: Francesco Conti (* 1682), italienischer Maler
- 09. Dezember: Josef Ferdinand Fromiller, österreichischer Maler (* 1693)
- 11. Dezember: Johann Wilhelm Gloger, deutscher Orgelbauer (* 1702)
- 14. Dezember: Georg Peter Zenckel, deutscher evangelischer Theologe und Hochschullehrer (* 1717)
- 22. Dezember: Giuseppe Besozzi, italienischer Oboist (* 1686)
- 24. Dezember: Philipp Jacob Borel, deutscher Mediziner und Hochschullehrer (* 1715)

### Genaues Todesdatum unbekannt
- Giovanni Carestini, italienischer Opernsänger und Kastrat (* 1700)